# معركة اليرموك
مَعْرَكَةُ اليَرْموُك، وقعت عام 15 هـ (636م) بين المسلمين والروم (الإمبراطورية البيزنطية)، ويعتبرها بعض المؤرخين من أهم المعارك في تاريخ العالم لأنها كانت بداية أول موجة انتصارات للمسلمين خارج جزيرة العرب، وآذنت لتقدم الإسلام السريع في بلاد الشام. المعركة حدثت بعد وفاة الرسول محمد بأربع سنوات.
قررت الجيوش الإسلامية الانسحاب من الجابية بالقرب من دمشق إلى اليرموك بعد تقدم جيش الروم نحوهم. تولَّى خالد بن الوليد القيادة العامة للجيش بعد أن تنازل أبوعبيدة بن الجراح، كانت قوات جيش المسلمين تعدّ 36 ألف مقاتل في حين كانت جيوش الروم تبلغ 240 ألف مقاتل.

## تمهيد تاريخي
غزا الفرس الساسانيون منطقة الجزيرة (شمال العراق) وفي سنة 611 اكتسحوا سوريا ودخلوا الاناضول محتلين مدينة مزاكا القيصرية. تمكن بعدها هرقل من إزاحة الفرس من الأناضول، إلا أنه تعرض لهزيمة نكراء عندما قام بهجومٍ كبيرٍ على سوريا ضد الفرس سنة 613. خلال العقود التالية استطاع الفرس غزو كل من فلسطين ومصر. وفي هذه الأثناء أعد هرقل العدة لهجومٍ مضادٍ وقام بإعادة بناء جيشه. حيث قام هرقل بهجومه أخيراً بعد تسع سنين أي في 622. بعد انتصاراته الحاسمة على الفرس وحلفائها في القوقاز وأرمينيا، قام هرقل في 627 بهجوم شتوي ضد الفرس في منطقة الجزيرة محققاً فوزاً ساحقاً في معركة نينوى. وعلى هذا النحو أصبحت عاصمة الفرس مهددة أيضاً. وبسبب الشعور بالخزي والعار من هذه الهزائم تمت إزاحة كسرى الثاني وقتله في انقلاب قاده أبنه قباذ الثاني، الذي جنح إلى السلم فوراً، حيث وافق على الانسحاب من جميع الأراضي البيزنطية المحتلة. وأعاد لهرقل الصليب الحقيقي – الذي كان يعتقد بأن يسوع قد صُلب عليه – ومن ثم تم إرجاعه إلى القدس باحتفالٍ ملكي مهيب سنة 629.
وفي هذه الأثناء كانت تطورات سياسية سريعة تحدث في الجزيرة العربية، حيث كان النبي محمد لا يزال ينشر الإسلام، وبحلول سنة 630 كان قد استطاع بنجاح توحيد معظم الجزيرة العربية تحت سلطة سياسية واحدة. وحين توفي النبي في يونيو 632، بويع أبو بكر خليفة للمسلمين خلفاً للرسول محمد. وحالما تولى أبو بكر الخلافة انبثقت مشاكل عندما ثارت جهراً العديد من القبائل العربية ضد أبي بكر الذي أعلن الحرب ضد المتمردين. والتي عرفت لاحقاً بحروب الردة. بعدها تمكَّنَ أبو بكر من توحيد الجزيرة العربية تحت السلطة المركزية للخلافة الإسلامية ومركزها المدينة المنورة. حالما تم تطويع التمرد، بدأ أبو بكر عهد الفتوحات، مبتدئأ بالعراق، المحافظة الأغنى للإمبراطورية الفارسية. وبإرساله أكثر جنرالاته عبقرية ودهائاً وهو خالد بن الوليد، تم فتح العراق بسلسلة من الحملات الناجحة ضد الفرس الساسانيين. نمت ثقة أبي بكر، وحالماً تمكن خالد بن الوليد من تأسيس معقل قوي في العراق، أعلن أبو بكر نداء التسلح لغزو الشام في فبراير/شباط من سنة 634.
كان الفتح الإسلامي للشام عبارة عن سلسلة من العمليات العسكرية المخططة بعناية والمنسقة جيداً والتي استخدمت الاستراتيجية بدلاً من القوة المجردة للتعامل مع مقاييس الدفاع البيزنطية. على أية حال تبين للجيوش الإسلامية بأنها أقل من اللازم للتعامل مع الرد البيزنطي، وطلب قادتها التعزيزات. أرسل خالد بن الوليد من العراق إلى الشام مع التعزيزات ولقيادة الفتح. في يوليو 634، هُزم البيزنطيون على نحو حاسم في معركة أجنادين. وسقطت مدينة دمشق في سبتمبر 634، وتبعها معركة فحل حيث هزمت وهلكت آخر المعاقل العسكرية المهمة للبيزنطيين في فلسطين.
توفي الخليفة أبو بكر الصديق في أغسطس 634. وقرر خلفه عمر بن الخطاب إكمال توسع الخلافة الإسلامية أعمق إلى الشام. بالرغم من أن حملات سابقة ناجحة قادها خالد بن الوليد، إلا أنه تم استبداله بأبي عبيدة. بتأمين جنوب فلسطين، تقدمت القوات الإسلامية الآن إلى الطريق التجاري حيث سقطت طبريا وبعلبك من دون عناء كبير وبعدها فتح المسلمون مدينة حمص أوائل 636. وعليه أكمل المسلمون فتوحاتهم عبر الشام.

## الخلفية

### فتوح الشام

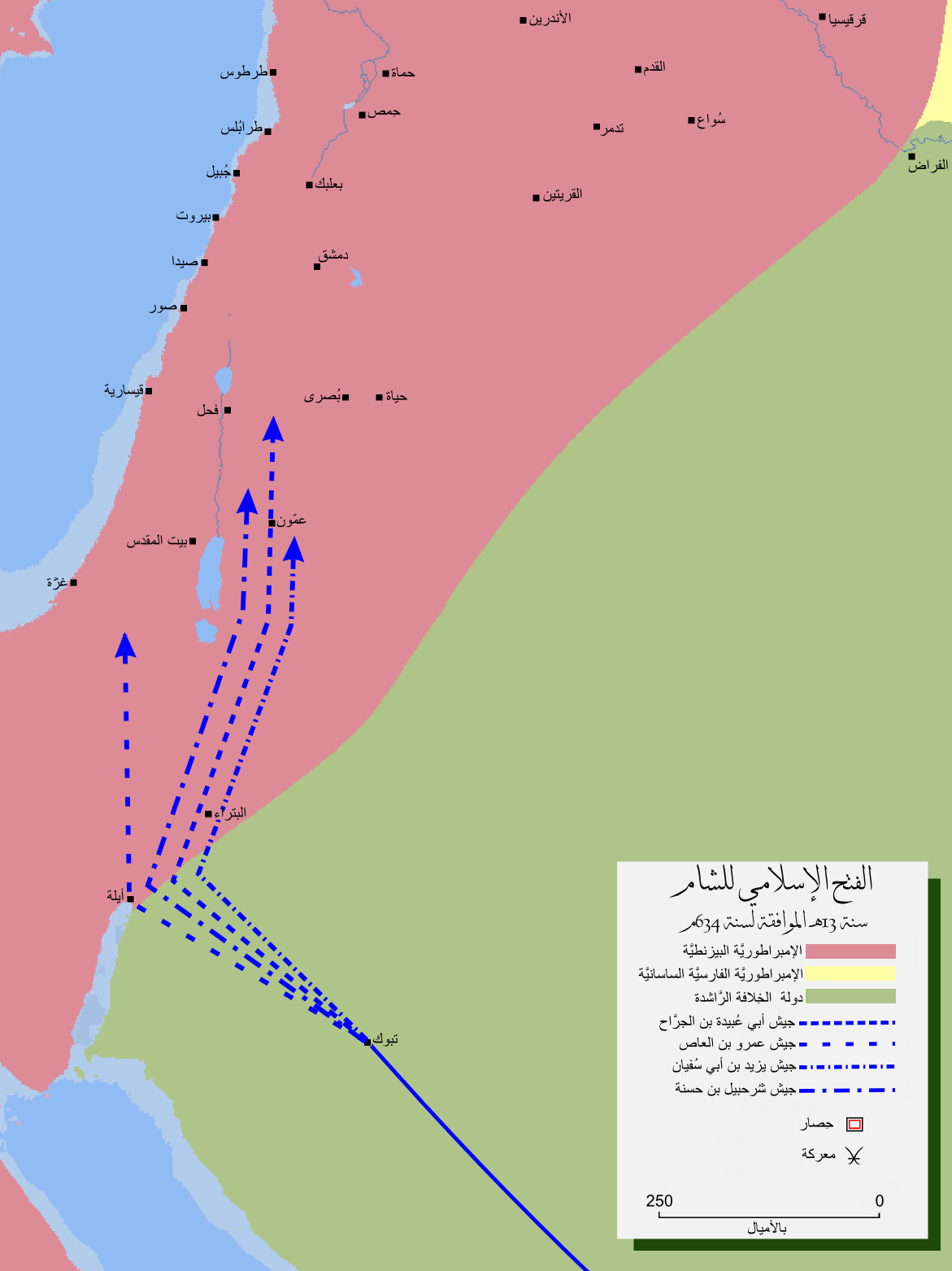
خريطة مفصلة لفتح المسلمين لبلاد الشام.

بدأ الفتح الإسلامي للشام في عهد الخليفة أبو بكر الصديق، الذي قرَّر مقاتلة الروم بعد أن هاجموا جيش خالد بن سعيد بن العاص المُعسكر في أرض تيماء، فوزَّع المسلمين على أربعة جيوش مختلفة، ووجَّه كلاً منها إلى جزء مختلف من بلاد الشام، قوام كلٍّ منها حوالي 8,000 مقاتل. فكان الجيش الأول بقيادة شرحبيل بن حسنة ووجهته وادي الأردن في جنوبيّ الشام، والجيش الثاني بقيادة يزيد بن أبي سفيان ووجهته دمشق، والجيش الثالث بقيادة أبو عبيدة بن الجراح ووجهته حمص، والجيش الرابع بقيادة عمرو بن العاص ووجهته فلسطين. وقال لهم أبو بكر إنهم سيكونون مستقلّين إن لم تكن هناك حاجة للاجتماع، فكل واحد يقود جيشه بنفسه ويكون أميراً على المناطق التي يفتحها، أما إن اقتضت الضرورة الاجتماع فإن القائد سيكون أبو عبيدة بن الجراح. لكن عندما بلغت الجيوش الإسلامية الشام وجدت جيوشاً ضخمة جداً للروم حشدت لمقابلتها في كل وجهاتها، فلمَّا سمع المسلمون بذلك قرَّروا الاتحاد، فاجتمعت جيوشهم باليرموك، وطلبوا المزيد من المدد، فاحتار أبو بكر ثمَّ أمر خالداً بن الوليد بالسير إليهم بنصف جنوده من العراق. فسار خالد مسيرته الشهيرة عبر صحراء بادية الشام، وفي طريقه هزم الغساسنة في معركة مرج راهط، وفتح مدينة بصرى. وبعد أن فتح خالد بصرى، توجَّه مع أبي عبيدة بن الجراح إلى دمشق، فحاصرها، لكن هنا وصلته أنباء حشود الروم في أجنادين، فانسحب وجمع جيوشه كلها هناك، فبلغ عدد قوات المسلمين 33,000 مقاتل والروم 100,000، فدارت معركة أجنادين التي هزم فيها الروم وقتل قائدهم وردان. وخلال هذه المرحلة من الفتح توفيَّ أبو بكر، وبعد أن تولى عمر الخلافة من بعده سرعان ما عزل خالد بن الوليد عن قيادة جيوش الفتح، وعين مكانه أبوعبيدة بن الجراح.
بعد أجنادين توجَّه أبو عبيدة مع خالد لحصار دمشق، وتمكّنا من فتحها أخيراً بعد أن كانت قد حوصرت عدة مرات قبل ذلك. لكن وصلتهما أنباء عن تجمُّع جيش كبير من الروم في مدينة بعلبك، وأنه يسير جنوباً إلى فلسطين للقاء جيش عمرو بن العاص وشرحبيل بن حسنة المؤلف من 5,300 جندي. فقرر أبو عبيدة وخالد السير إليهما بسرعة بجيشهما المؤلف من 27,000 مقاتل، وسبق خالد أبو عبيدة على رأس 1,500 فارس لضرورة السرعة. اجتمعت جيوش المسلمين وجيوش الروم قرب موقع فحل جنوبي الشام، فدارت بعض المفاوضات قبل المعركة، غير أنه لم تؤدّي إلى شيء. والتقى الجيشان في 28 من ذي القعدة سنة 13 هـ (23 يناير 634م)، حوالي 32,000 من المسلمين ضد 50,000 إلى 80,000 من الروم، وانتصر المسلمون نصراً كبيراً، وقال ابن الأثير عن المعركة «فكانت الهزيمة بفحل والقتل بالرداغ، فأصيب الروم وهم ثمانون ألفاً لم يفلت منهم إلا الشريد». وبعد ذلك ولَّى أبو عبيدة بعض قادته على دمشق وفلسطين والأردن، وسار مع خالد نحو حمص ففتحاها، ثم إلى سهل البقاع، وفتحا خلال ذلك مدينة بعلبك صلحاً.

### التجهيز للمعركة
كان سقوط حمص وبعلبك سريعاً بعد فتح دمشق، وأصبحت مقاومة الروم لجيوش المسلمين ضعيفة. وبعد فتح دمشق، أو تحديداً أكثر خلال محاصرة حمص قبل فتحها، بدأ هرقل في أواخر سنة 635 بحشد كل قواته في منطقة أنطاكية وشمال الشام استعداداً لمعركة حاسمة، بعد أن تمركز في مدينة أنطاكية على أطراف الشام الشمالية لإدارة الحرب من هناك. وقد بدأ حركة تجنيد إجباري في كل أنحاء الإمبراطورية البيزنطية، فأرسل الأوامر إلى عماله على الولايات بتجنيد كل رجل بلغ الحلم في الإمبراطورية. ويقول الرواة في وصف الجيوش البيزنطية السائرة إلى معركة اليرموك: «فأقبل إليه من الجموع ما لا تحمله الأرض».
لم يكن هرقل يود في البداية خوض المعركة، غير أن أهل الجزيرة وقنسرين وشمال الشام أصرُّوا عليه، فقبل بقتالهم في حال ظهورهم، وإلا عاد إلى القسطنطينية. وولى فاهان قيادة الجيوش، وأعطاه لذلك 200 ألف درهم، ثم أعطى 100 ألف درهم أخرى لكل قادته، وخطب فيهم قبل المعركة قائلاً:
كانت لدى المسلمين استخبارات فعالة وقوية، لذا فقد عرف أبو عبيدة مبكراً بتحركات الروم كلها، وبخطتهم وخطوط سيرهم. غير أن قادتهم اختلفوا حول الخطة المناسبة لمواجهة الموقف، وحسب رواية ذكرها الأزدي فقد رأي يزيد بن أبي سفيان إدخال النساء والأطفال إلى مدينة حمص، فيما تدور المعركة مع الروم خارج المدينة. غير أن شرحبيل خشي أن يغدر أهل حمص بالمسلمين إن غلبوا، وأن يذبحوا نساءهم وأطفالهم، واقترح لذلك أبو عبيدة إخراج أهل حمص وإدخال المسلمين مكانهم، فاعترض شرحبيل لأن ذلك يخالف شروط الصلح. وأخيراً طرح ميسرة بن مسروق العبسي الانسحاب إلى أطراف الشام، وانتظار التعزيزات من الخليفة، وأجمع الحاضرون على هذا الرأي واستخدم القائد خالد بن الوليد نظاماً جديداً يسمى الكراديس. لكن من الجدير بالذكر أن صحّة هذه الرواية ليست ثابتة، وقد تكون موضوعة بالكامل.

## الجيوش المتحاربة
ضمَّت جيوش البيزنطيين في معركة اليرموك عرقيات كثيرة، بينها الروس والسلاف والفرنجة والروم والإغريق والجورجيون والأرمن والعرب النصارى. ووزعت قواتهم هذه على خمسة جيوش متساوية الأعداد، وقادتها هم: فاهان (ملك أرمينيا) على رأس جيش أرمني كما أنه القائد العامّ للجيوش البيزنطية، وقناطير (أمير روسي) على رأس جيش روسي سلافي، وجبلة بن الأيهم (ملك الغساسنة) على رأس جيش من نصارى العرب، بالإضافة إلى جريجوري وديرجان على رأس جيشين أوربيَّين. وليس معروفاً على وجه التحديد من كان القائد الأعلى للجيش، فمن الروايات الشائعة أنه كان الملك الأرمني فاهان، غير أن ذلك ليس مؤكداً تماماً، وربما كان السقلار ثيودور ترثوريوس أحد القادة الأساسيين في الجيش، وربما كان نقيطا بن شاهبراز وجبلة بن الأيهم قائدين ذوي شأن أيضاً. كما وقد اختلف المؤرخون كثيراً في تعداد جيوش الروم في معركة اليرموك، غير أن هناك ستة أقوال أساسية فيها، هي: 100,000 بقيادة صقلار خصي هرقل (رواه ابن إسحاق)، و120,000 بقيادة ماهان وصقلار (رواه ابن عساكر وسيف والوليد والبلاذري)، و200,000 بقيادة فاهان (رواه الطبري)، و240,000 بقيادة فاهان (رواه سيف)، و300,000 بقيادة فاهان (رواه الأزدي)، و400,000 بقيادة فاهان (رواه الأزدي).
وأما جيوش المسلمين فقد كانت قليلة بالمقارنة مع الجيوش البيزنطية، حيث تألفت قوات المسلمين الأصلية التي دخلت الشام للفتح من أربعة ألوية مجموع جنودها 24,000 مقاتل، ثم ازدادوا قليلاً بعد وصول خالد من العراق للنجدة في معركة أجنادين. ومن الأقوال الأساسية في تعداد جيوش المسلمين في المعركة: 24,000 (رواه ابن عساكر)، و36,000 بينهم 27,000 من الألوية الأربعة و9,000 مع خالد (رواه الطبري)، و46,000 (رواه الطبري). وكان بين هؤلاء 1,000 من الصحابة، وحوالي 100 ممن شهدوا غزوة بدر.

## الهجوم البيزنطي المضاد

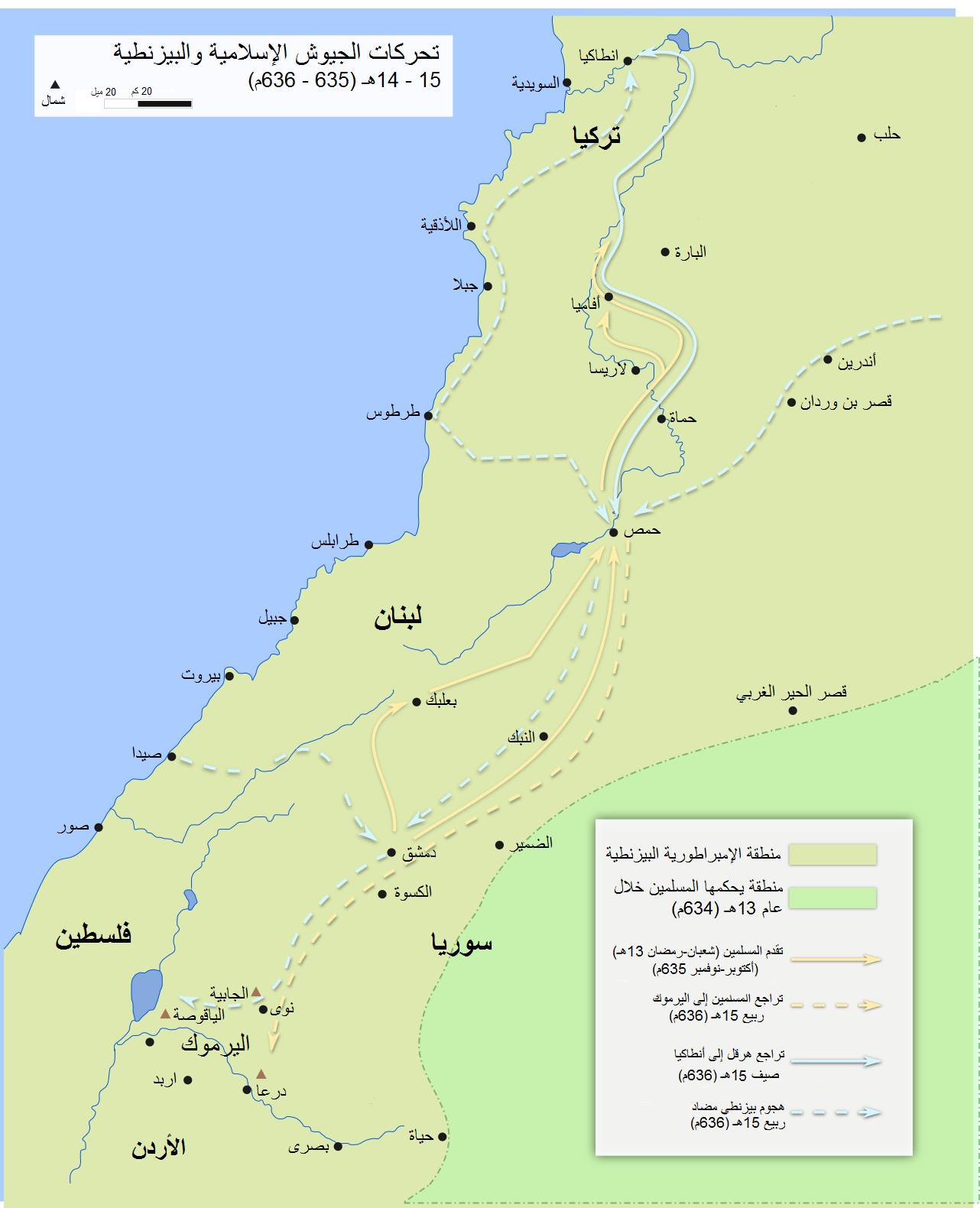
تحركات القوات الإسلامية والبيزنطية قبل معركة اليرموك. وقد بينت البلدان الحديثة.

وبفتحهم لمدينة حمص، كان المسلمون على بعد مسيرة واحدة للوصول إلى حلب، ومن المعقل القوي للبيزنطيين في أنطاكيا، حيث يقطن هرقل. أنذرت سلسلة النكسات على نحو خطير هرقل الذي حضّر لهجوم مضاد لاستعادة المناطق الضائعة. في 635 يزدجرد الثالث – إمبراطور الفرس – ابتغى تحالفاً مع الإمبراطور البيزنطي. زوج هرقل ابنته (طبقاً للتقاليد، حفيدته) مانيانة إلى يزدجرد الثالث وهو تقليد روماني لعقد التحالف. بينما استعد هرقل لهجوم عظيم في الشام، كان من المفترض أن يقوم يزدجرد الثالث بهجوم مضاد في نفس الوقت في العراق، في ما كان من المفترض أن يكون جهداً منسقاً. على أية حال، عمر بن الخطاب كانت له بصارة في هذا التحالف، حيث أشغل يزجرد الثالث في مفاوضات للسلام، حيث دعاه بوضوح إلى اعتناق الإسلام.
عندما أطلق هرقل هجومه في مايو 636، لم يتمكن يزدجرد من التنسيق مع المناورة بسبب الظروف المضنية في حكومته، الأمر الذي أضاع ما كان ليكون خطة محكمة. ربح عمر بن الخطاب نصراً حاسماً ضد هرقل في معركة اليرموك، واستخدم إستراتيجية عظيمة في إشغال يزدجرد الثالث وإيقاعه في الفخ. وبعد ثلاثة شهور خسر يزدجرد الثالث جيشه الامبراطوري في معركة القادسية في سبتمبر 636، وانتهاء الحكم الساساني في غرب بلاد الفرس.
بدأت استعدادات البيزنطيين في أواخر سنة 635 ومع حلول شهر مايو 636 كان هرقل قد جمع قوة كبيرة في أنطاكيا في شمال سوريا. تألف الجيش المركب من قبائل السلاف والفرنجة والجورجيون، واالأرمن والعرب المسيحيون. نُسّقت هذه القوة إلى خمس جيوش، القائد العام ثيودور تريثوريوس - شقيق القيصر-، وماهان من الأرمن والقائد العسكري السابق لمدينة حمص، والذي قام بالقيادة الميدانية الإجمالية، والذي يوجد تحت قيادته جيش خالص من الأرمن، قناطير الأمير السلافي قام بقيادة السلاف، جبلة بن الأيهم ملك العرب الغساسنة قام بقيادة قوة من العرب المسيحيين حصراً. والقوة المتبقية كانت كلها من الأوروبيين وضعت تحت قيادة غريغوري ودريجان. وقد أشرف هرقل شخصياً على العملية من مدينة أنطاكيا.
ذكرت مصادر تاريخية بيزنطية بأن ابن الجنرال الفارسي شهرباراز كان أحد القادة أيضاً إلا انه غير معروف أي جيش كان تحت قيادته.
وكان جيش المسلمين مقسماً إلى أربعة مجاميع: واحد تحت قيادة عمرو بن العاص في فلسطين، وواحد تحت قيادة شرحبيل بن حسنة في الأردن، والآخر تحت قيادة يزيد بن أبي سفيان ضمن منطقة دمشق، والأخير تحت قيادة أبو عبيدة بن الجراح جنباً إلى جنب مع خالد بن الوليد في مدينة حمص. وكون الجيوش المسلمة كانت مقسمة جغرافياً، حاول هرقل استغلال هذا الوضع وخطط لشن الهجوم. حيث إنه لم يرغب بالاشتباك في معركة ملتصقة واحدة بل استخدام تكتيك الموقع المركزي ومحاربة جيوش المسلمين كلٌ على حدة بتركيز قوة كبيرة ضد كل فرقة من فرق المسلمين قبل أن يتمكنوا من توحيد جنودهم. وذلك بإجبار قوات المسلمين إما على الانسحاب أو بتدميرها على حدة. ومن ثم يستوفي استراتيجيته باستعادة الأراضي المفقودة.
أُرسلت تعزيزات إلى مدينة قيسارية تحت قيادة قسطنطين الثالث – ابن هرقل – على الأرجح لدحر قوات يزيد ابن أبي سفيان التي كانت تحاصر المدينة. تحرك الجيش الامبراطوري البيزنطي من أنطاكيا إلى شمال سوريا في وقت ما من حزيران/يونيو 636 م.
الجيش الامبراطوري البيزنطي كان يعمل على النحو التالي:
جيش جبلة بن الأيهم خفيف التدريع من العرب المسيحيين أن ينطلق إلى حمص من حلب عبر حماة ويحتجز الجيش الرئيسي للمسلمين في حمص. أن يقوم ديرجان بتحركات ملتوية ما بين الساحل وطريق حلب حيث يصل إلى حمص من الغرب مغيراً على الجناح الأيسر للمسلمين في الوقت الذي هم يجابهون من الأمام عن طريق جبلة بن الأيهم. وأن يغير غريغوري على الجناح الأيمن للمسلمين ويصل إلى حمص من الشمال الشرقي عبر منطقة الجزيرة. وأن يندفع قاناطير بمحاذاة الطريق الساحلي ويحل بيروت، التي منها يهاجم مدينة دمشق ضعيفة التحصين من الغرب ويفصل الجيش الرئيسي للمسلمين في حمص. وتعمل فرقة ماهان كقوة احتياطية وتصل حمص عن طريق حماة.

## إستراتيجية المسلمين
اكتشف المسلمون استعدادات هرقل عن طريق الأسرى الرومان. مما اطرق الإنذار من احتمالية أن يمسكوا في قوات منفصلة والتي من الممكن هزيمتها. دعا خالد بن الوليد إلى مجلس الحرب. حيث نصح أبو عبيدة بن الجراح لسحب القوات من فلسطين ومن شمال ووسط سوريا ومن ثم توحيد جميع جيوش المسلمين في مكان واحد. أمر أبو عبيدة بتجميع الجنود في السهل الواسع قرب جابيا، حيث التحكم بالمساحة يجعل هجمات الخيالة ممكنة وأيضاً يمهد لوصول التعزيزات من الخليفة عمر بن الخطاب. وهكذا فإن قوة موحدة قوية ممكن أن تجابه في الميدان الجيوش البيزنطية.
تميز الموقع أيضاً من قربه من مركز قوة الدولة الإسلامية في الحجاز في حال حدث الانسحاب.
و صدرت تعليمات من الخليفة بإعادة الجزية التي دفعت إلى أصحابها. على أية حال، بالتجمع في منطقة جابيا. كان المسلمون عرضة لهجوم قوات الغساسنة حلفاء البيزنطيين. وبالتخييم في المنطقة كان أيضاً أمراً خطيراً لأن قوة بيزنطية قوية كانت لا تزال موجودة في قاسارية والتي من الممكن أن تهاجم المسلمين من الخلف بينما هم منشغلين مع البيزنطيين من الأمام.
وبناءً على نصيحة خالد ابن الوليد، انسحبت قوات المسلمين إلى الدارة ودير أيوب، مستغلين الهوة بين حلق اليرموك وسهل جراء البركاني، وبنوا خطًا من الخيام في الجزء الشرقي من سهل اليرموك. كانت هذه نقطة دفاع قوية وهذه المناورات جرت المسلمين والبيزنطيين إلى مواجه حاسمة، الأمر الذي أراد الأخير تجنبه.
خلال هذه المناورات الاستراتيجية لم تكن هناك مواجهات ماعدا مناوشة صغيرة بين فرقة صفوة الخيالة الخفيفة لخالد وطليعة الجيش البيزنطي.

## نشر الجنود
أكثر الحسابات الإسلامية قدماً تضع حجم الجيوش الإسلامية ما بين 24,000 و 40,000 وحجم القوات البيزنطية بين 100,000 و 200,000. حسابات حديثة لحجم كلا الجيشين تتنوع: تقديرات للجيش البيزنطي غالباً ما بين 80,000 و 120,000، مع بعض التقديرات تصل إلى 50,000 و 15,000 – 20,000. وتقديرات الجيش الإسلامي بين 25,000 و 40,000. تأتي هذه الأرقام من القدرات المنطقية للمقاتلين، واستدامة أساسات العمليات، والقوة البشرية الاجمالية حصر التأثير كلا الرومان والعرب. على أية حال، الإجماع على أن الجيش البيزنطي وحلفائه يفوقون جيش المسلمين بهامش ضخم، وحيث أن معركة اليرموك من المعارك الفاصلة في فتوح الشام فإن دفاع البيزنطيين عن الشام يحتم ضخامة الجيش البيزنطي الذي كان يمثل أحد أقوى قوتين في العالم في هذا الوقت كما أن البيزنطيين قد استعانوا في هذه المعركة كعادتهم بأعداد كبيرة من المرتزقة والشعوب التي كانت تحت سيطرة إمبراطورتيهم.

### جيش المسلمين
أثناء عقد مجلس الحرب، تم عزل خالد من قبل أمير المؤمنين عمر بن الخطاب وتولى الجيش أبو عبيدة بن الجراح وقد قسّم جيش المسلمين إلى 36 كتيبة مشاة وأربعة كتائب للخيالة، وتولى هو قيادة صفوة الخيالة المتحركة وجعلها كقوة احتياطية.
نظم خالد الجيش على تشكيل الطابعة وهو تشكيل دفاعي قوي لقوات المشاة. اصطف الجيش الإسلامي على طول 12 كيلومتر مواجهة الغرب، وجناحه الأيسر إلى جهة نهر اليرموك على مسافة كيلومترا ونصف من بداية الاودية وادي العلن. جناح الجيش الأيمن على جهة طريق الجابية إلى الشمال بمحاذاة مرتفعات تل الجمعة، ومع وجود فراغات بين الفرق العسكرية بحيث تتطابق واجهة الجيش مع الجيش البيزنطي على طول 13 كيلومتر.
مركز الجيش كان تحت قيادة أبو عبيدة بن الجراح الذي تولى قيادة (الوسط الأيسر) وتولى شرحبيل ابن حسنة قيادة (الوسط الأيمن). وكان (الجناح الأيسر) تحت لواء يزيد بينما (الجناح الأيمن) تحت قيادة عمرو بن العاص.
المركز وكلا الجناحين أسندت بفرق الخيالة لتستخدم كقوة احتياطية أثناء الهجوم المعاكس في حالة التراجع تحت ضغط الجيش البيزنطي. وخلف المركز تقف الخيالة المتحركة تحت القيادة الشخصية لخالد بن الوليد. وفي حالة انشغال خالد في قيادة الجيش الأساسي، يتولى ضرار بن الأزور قيادة فرقة الخيالة المتحركة.
عبر مسار المعركة، يستخدم خالد قوته الاحتياطية الراكبة في استخدامات حاسمة وحرجة. قام خالد بإرسال عدة جوالة لإبقاء البيزنطيين تحت المراقبة. في أواخر تموز/يوليو 636، أرسل ماهان جبلة بن الايهم مع قوته الخفيفة من العرب المسيحيين للقيام باستكشاف إجباري لجيش المسلمين إلا أنه تم صد هذه القوة من قبل الخيالة المتحركة. بعد هذه المناوشة لم تحدث أي مناوشات أخرى خلال الشهر.

### يوم التسليح
استخدمت خوذ بعضها ذهبية مشابهة للخوذ الفضية لجيش الإمبراطورية الفارسية. وكان استخدام الدروع شائعاً لحماية الوجوه والرقبة. وكان استخدام الدروع الجلدية السميكة نموذجياً لدى الجنود المسلمين الأوائل كما هو الحال في الجيش البيزنطي. تضمن التدريع صفائح سميكة من الجلد أو الدرع الجلدي lamellar armor - وهو درع مكون من صفائح جلدية سميكة مربطة مع بعضها البعض - ودرع شبكي mail armor - وهو درع مكون من حلقات معدنية صغيرة مترابطة في نمط معين لتشكل شبكة - كان المشاة أفضل تدريعاً بكثير من الخيالة. حيث استخدمت ستائر خشبية كبيرة.
استخدم المسلمون الرماح الطويلة، حيث زود المشاة برمح طوله 2.5 م والفرسان برماح طول 5.5 م. استخدم المشاة سيوفًا قصيرة شبيهه بالسيوف البيزنطية الكلاديوس؛ واستخدم الفرسان عادة السيوف الفارسية الطويلة. وبلغ ذراع الأقواس 2 متر في حالة الرخاء، مشابه في حجمه القوس الإنكليزي المشهور اللونغ بو (longbow)، أقصى مدى مؤثر للقوس بلغ 150 م. كان النبالة المسلمين من المشاة الذين برهنوا تأثيرهم الفعال ضد فرسان العدو.

### الجيش البيزنطي
بعد أيامٍ من تخييم المسلمين في سهل اليرموك، استهل الجيش البيزنطي جيش جبلة بن الأيهم الخفيف التسليح، والذي تقدم وخيم إلى الشمال من وادي الرقاد. كان الجناح الأيمن للجيش البيزنطي في النهاية الجنوبية من السهل قرب نهر اليرموك وعلى بعد حوالي ميل واحد قبل اودية وادي العلان. وكان الجناح الأيسر في الشمال، على مسافة قريبة من بداية تلال الجابية، حيث كان مكشوفاً نسبياً.نشر ماهان جيشه الإمبراطوري مواجهاً للشرق، مع خط أمامي بطول 13 كيلومتر، حيث أراد أن يغطي كل المسافة بين منخفض اليرموك في الجنوب والطريق الروماني المؤدي إلى مصر في الشمال، وتركت مسافات كبيرة بين كتائب الجيش البيزنطي.
كان الجناح الأيمن بقيادة غريغوري والأيسر لقاناطير. وتشكل الوسط من جيش ديرجان وجيش الأرمن لماهان. وكلاهما تحت القيادة العامة لديرجان. ضم الرومان فرق الخيالة الثقيلة، فرقة الدروع، التي وزعت بالتساوي بين الجيوش الرومانية الأربعة، ووضع كل جيش المشاة في المقدمة، والفرسان كقوة احتياطية في الخلف. نشر ماهان جيش العرب المسيحيين والذي يمتطي الخيول والجمال كقوة للمناوشات، التي تحجب الجيش الرئيسي لحين وصوله. ذكرت مصادر إسلامية قديمة بأن جيش غريغوري كان قد استخدم سلاسل لربط أقدام الجنود الذين أخذوا عهداً بالموت. كانت السلاسل بطول عشر رجال واستخدمت كدليل على الشجاعة التي لا تهتز، كسمة من سمات الرجال، والذين أظهروا بذلك رغبتهم في الموت وعدم الانسحاب أبداً. عملت هذه السلاسل أيضاً كضمان لعدم حدوث أي ثغرة ممكن ان تحدث من قبل فرسان العدو. على كل حال، فقد ذكر مؤرخون معاصرون بأن الجيش البيزنطي تبنى التشكيل العسكري المسمى تستودو Testudo الروماني، حيث يقف فيه الجنود كتفاً لكتف وتُمسك الدروع إلى الأعلى ونسق من 10-20 رجل بحيث يكونون محميين من كل الجوانب من مقذوفات العدو، ويوفر كل جندي غطاء للجندي المجاور له.
التسليح
تسلّح الفرسان البيزنطيين بسيوف طويلة معروفة بسباثيون  spathion. بالإضافة إلى رمح خشبي خفيف يسمى كنتاريون Kontarion وقوس توكساريون Toxarion مع أربعين سهمًا في الرف، يتدلى إما من السرج أو من حزام الجندي.
المشاة الثقيلة المعروفة بسكوتاتوي Skoutatoi تسلحت بسيوف ورماح قصيرة. وحمل النبالة البيزنطيون تسليحًا خفيفًا ودروعًا صغيرة، ويتدلى القوس من الكتف إلى الظهر مع حفنة من السهام.
اشتمل تدريع الفرسان على الدرع الشبكي armor mail وخوذة وقلادة pendant (حامية للرقبة) وأهداب ناتئة من الخوذة لحماية أجزاء الوجه. وكان للمشاة تدريع مماثل مع خوذة ودرع للصدر وللساق. واستخدمت أيضاً الدروع الجلدية السميكة lamellar وصفائح مدرعة scale armor - وهي دروع تتكون من العديد من الصفائح الصغيرة المرتبطة مع بعضها البعض كمواد داعمة للدروع الجلدية أو الملابس -.

## توتر في الجيش البيزنطي
أجبرت استراتيجية خالد بن الوليد الانسحاب من الأراضي التي تم فتحها وجمع كل الجنود لمعركة واحدة حاسمة أجبرت البيزنطيين على جمع جميع جيوشهم في جيش واحد كرد فعل طبيعي. وكان البيزنطيون يتجنبون لعقود الاشتباك في معارك حاسمة ذات نطاق واسع، وخلق تجميع قواتهم سوية توتر لوجستي والذي كانت لم تكن الإمبراطورية مستعدة له. كانت دمشق القاعدة اللوجستية الأقرب، ولكن لم يتمكن أمير دمشق منصور من دعم الجيش البيزنطي الهائل الذي تجمع في سهل اليرموك. لهذا فإن عدة اشتباكات قيل أنها حدثت بين الجيش البيزنطي والسكان المحليين، حيث كان الصيف في نهايته ولا مفر من رعاية الماشية لدعم الجيش.
اتهمت مصادر في القصر البيزنطي ماهان بالخيانة العظمى كونه عصى أوامر هرقل بعدم خوض المعركة بنطاقٍ واسع مع العرب. وبإعطاء الأثر البعيد لجيوش المسلمين في اليرموك، رغم ذلك، لم يكن لدى فاهان الكثير من الخيارات إلا أن يرد بلطف. كانت العلاقات بين القادة البيزنطيين مفعمة بالتوتر أيضاً. حيث كان هناك صراع على القوة بين تروثوريوس وفاهان وجاراجس وقناطير. وقد تم تجاهل جبلة بن الأيهم قائد العرب المسيحيين كثيرًا، الأمر الذي أضر بسير المعركة لجهل البيزنطيين بطبيعة الأرض المحلية. ولهذا فقد ساد جو من عدم الثقة بين اليونان والأرمن والعرب المسيحيين.

## تحالف جيوش الإمبراطورية البيزنطية
كان جيش البيزنطيين يتألف من خمسة جيوش، حيث قاد ماهان (أو فاهان) ملك أرمينية جيشه الأرمني، وقاد الأمير «قناطير» (Buccinator) السلافي، أو الروسي، جيشه من الشعوب السلافية، وكان ملك الغساسنة جبلة بن الأيهم الغساني على رأس جيش المسيحيين العرب (كلهم من راكبي الخيول والجمال)، وكانت الجيوش الأوروبية كاملة تحت قيادة غريغوري ودريجان، حيث تولى دريجان قيادة الجيوش مجتمعةً. كما شارك تيودوروس، شقيق القيصر هرقل في المعركة، وهو «تذارق» بالمراجع العربية، وكذلك «دارقص أو سقلاب»، وكان خصي لهرقل قاد الآلف من المقاتلين الروم.
كان جند غريغوري على ميمنة جيوش الروم وقد ربطوا أرجلهم بالسلاسل تعبيراً عن تصميمهم على الصمود تحت كل الظروف، ورمزا للشجاعة، كما أن السلاسل يمكن أن تستخدم ضد خيول المسلمين في حال حدوث خرق في صفوف جيش غريغوري. وهذا ما جعل حركة الجنود بطيئة على كل الأحوال.

## أرض المعركة وجيش المسلمين
أعاد خالد بن الوليد تنظيم الجيش بعد توليه لقيادة الجيش، فجعل ربع جيش المسلمين من الخيالة، وكانوا حوالي 10 آلاف فارس، وقسم الجيش إلى 36-40 (كردوسا) أي كتيبة من المشاة (كردوسا) وزعت على أربعة ألوية مشاة وكان قادة الأرباع (أبو عبيدة بن الجراح وشرحبيل بن حسنة، ويزيد بن أبي سفيان وعمرو بن العاص). وعلى الميمنة معاذ بن جبل، وعلى الميسرة نفاثة بن أسامة الكناني، وعلى الرجالة هاشم بن عتبة بن أبي وقاص، وعلى الخيالة خالد بن الوليد، وتشكل كل لواء منهم من تسعة سرايا كانت منظمة على أساس التجمع القبلي أو العشائري، بحيث يقاتل كل واحد إلى جانب أخيه المسلم من عشيرته أو قبيلته، ومن أمراء الكراديس يومئذ:
- مذعور بن عدي العجلي البكري.
- عياض بن غنم الفهري القرشي.
- قباث بن الأشيم الليثي الكناني.
- هاشم بن عتبة الزهري القرشي.
- سهيل بن عمرو العامري القرشي.
- عكرمة بن أبي جهل المخزومي القرشي.
- عبد الرحمن بن خالد بن الوليد المخزومي القرشي.
- حبيب بن مسلمة الفهري القرشي.
- صفوان بن أمية الجمحي القرشي.
- سعيد بن خالد بن العاص الأموي القرشي.
- خالد بن سعيد بن العاص الأموي القرشي.
- عبد الله بن قيس.
- معاوية بن حديج التجيبي الكندي.
- الزبير بن العوام الأسدي القرشي.

وجعل لكل لواء مجموعة من الاستطلاع بحيث يتم مراقبة أرض المعركة كاملة، وكانت خط الجبهة يمتد على 18 كيلومتراً بحيث يتجه المسلمون غرباً في مواجهة الروم وإلى الجنوب إلى يمين الجيش الرومي يمر نهر اليرموك وشمالاً على بعد أميال بإتجاه الجنوب الغربي هناك طرف وادي الرقاد. وكلف كل من قيس بن هبيرة بقيادة فرق الخيالة التي تلعب دور الوحدات الاحتياطية للتدخل في حال أي تراجع ممكن للألوية الإسلامية. وكان ضرار بن الأزور ينوب عن خالد بن الوليد بقيادة الوحدة المتنقلة في حال انشغال خالد في الأعمال القتالية في المعركة.

## أحداث المعركة

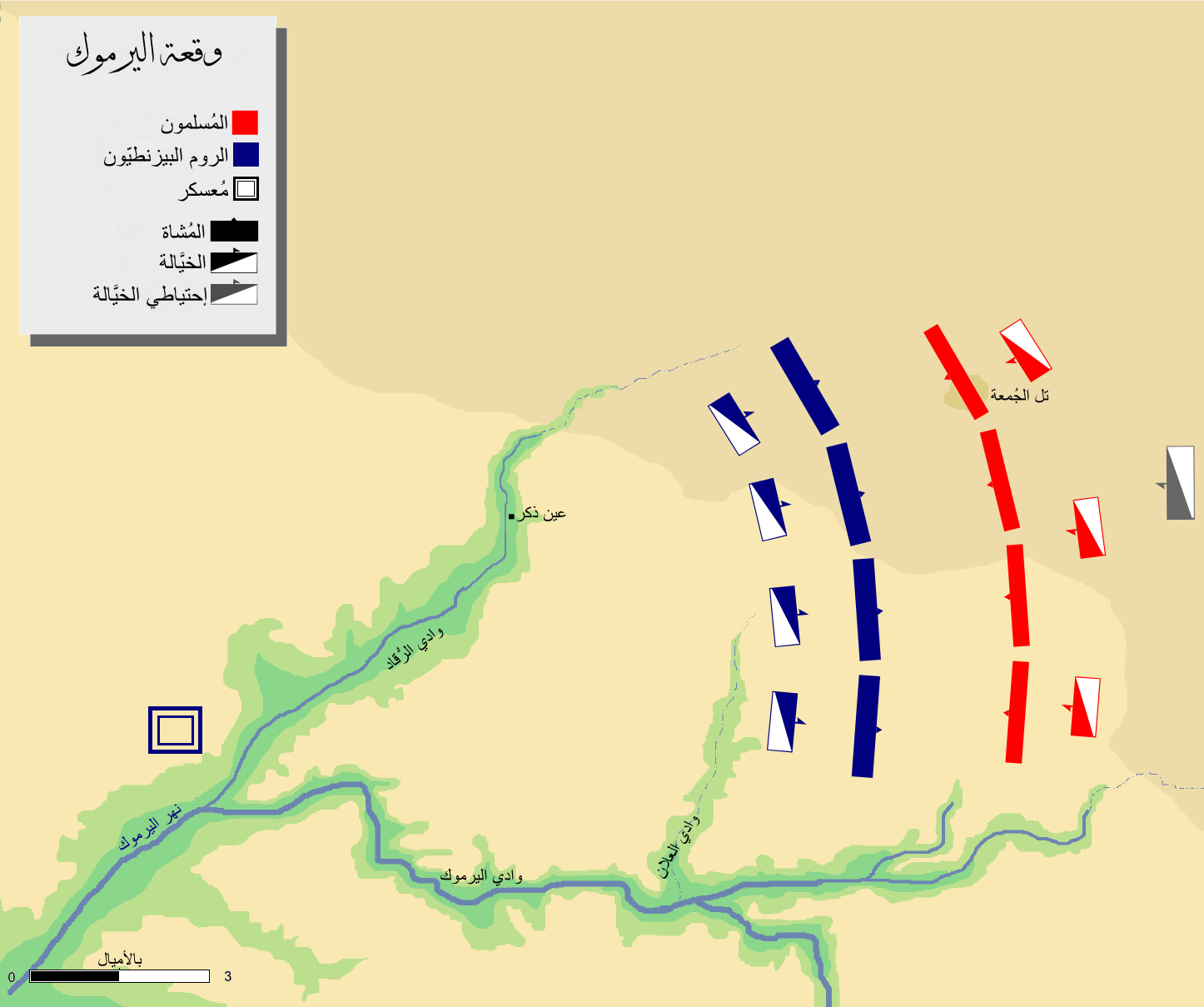
نشر القوات.
الجيش الإسلامي
الجيش البيزنطي

دامت المعركة ستة أيام، كان المسلمون فيها يردون هجمات الروم في كل يوم، حيث كان خالد بن الوليد يستخدم «سرية الخيالة المتحركة السريعة» التي يقودها بنفسه ليتحرك بسرعة خاطفة من مكان إلى آخر حيث يكون جيش المسلمين في تراجع تحت ضغط الروم، ويعود كل من الجانبين في نهاية النهار إلى صفوفه الأولية قبل القتال أو إلى معسكراته.
وجرى الأمر كذلك خلال الأربعة أيام الأولى كانت فيها خسائر الروم بالأعداد أكبر من خسائر جيش المسلمين، وفي اليوم الخامس لم يحدث الشيء الكثير بعد رفض خالد «هدنة ثلاثة أيام» التي عرضها الروم بقوله المشهور لرسول الروم «نحن مستعجلون لإنهاء عملنا هذا»
وفي اليوم السادس تحولت استراتيجية خالد من الدفاع إلى الهجوم، وتمكن بعبقريته الفذة من شن الهجوم المجازف على الروم واستخدام الأسلوب العسكري الفريد من نوعه آنذاك وهو الاستفادة الصحيحة من إمكانيات «سرية الفرسان سريعة التنقل» ليحول الهزيمة الموشكة للمسلمين إلى نصر مؤزر لهم.

### اليوم الأول

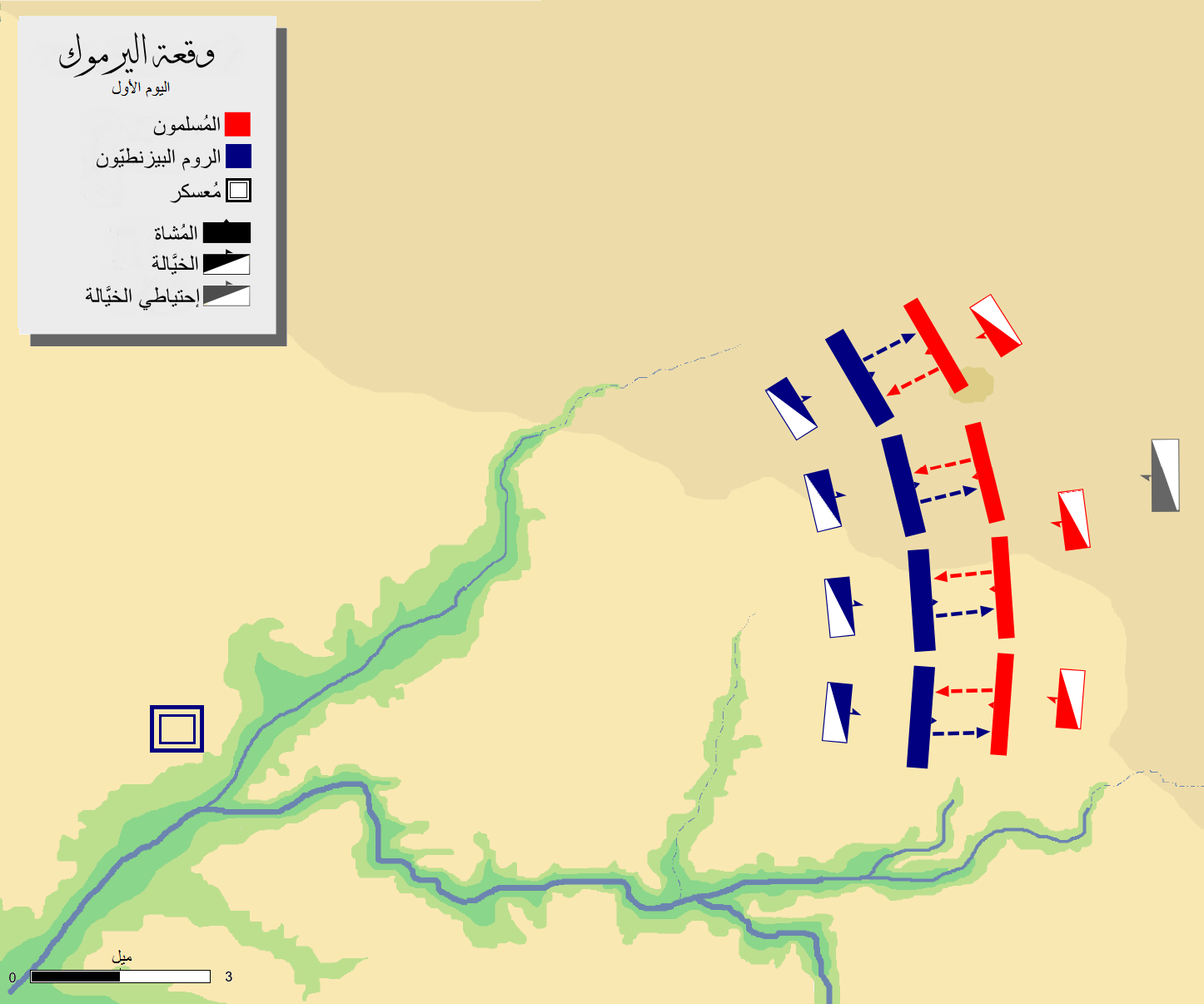
اليوم الأول من المعركة.

بدأت المعركة في يوم 15 آب/أغسطس 636 م. مع حلول الفجر اصطف كلا الجيشين للقتال يفصلهما اقل من مسافة ميل واحد. قد سجل في يوميات المسلمين بأن قبل أن تبدأ المعركة اتجه جورج القائد في فرقة الوسط الأيمن في الجيش البيزنطي إلى جيش المسلمين ودخل الإسلام، وقتل شهيداً في نفس اليوم محارباً إلى جانب المسلمين. كانت البداية بإرسال البيزنطيين ابطالهم مع المبارزين المسلمين في قتال ثنائي. كان المبارزين المسلمين مدربين خصوصًا على السيوف والرماح لقتل أكبر عدد ممكن من قادة العدو من اجل تثبيط عزيمتهم. وفي منتصف النهار، وبعد خسارة عدد من القادة في القتال الثنائي، أمر فاهان بهجوم محدود من ثلث قوات جيشه من المشاة لتجربة قوة استراتيجية جيش المسلمين، وإذا ما امكنه احداث ثغرة في أي منطقة ضعيفة في المعركة. على اية الحال، افتقد الهجوم البيزنطي إلى الإصرار؛ الكثير من جنود الجيش الامبراطوري لم يكونوا معتادين على القتال ولم يتمكنوا من ممارسة الضغط على الجنود المسلمين المحنكين. كان القتال بصورة عامة معتدل، بالرغم من انه في بعض الأماكن كان شديداً. لم يقم فاهان بدعم مشاته المتقدمين، حيث بحلول الغروب كسر كلا الجيشين التماس عاد كلاً إلى مخيمه.

### اليوم الثاني

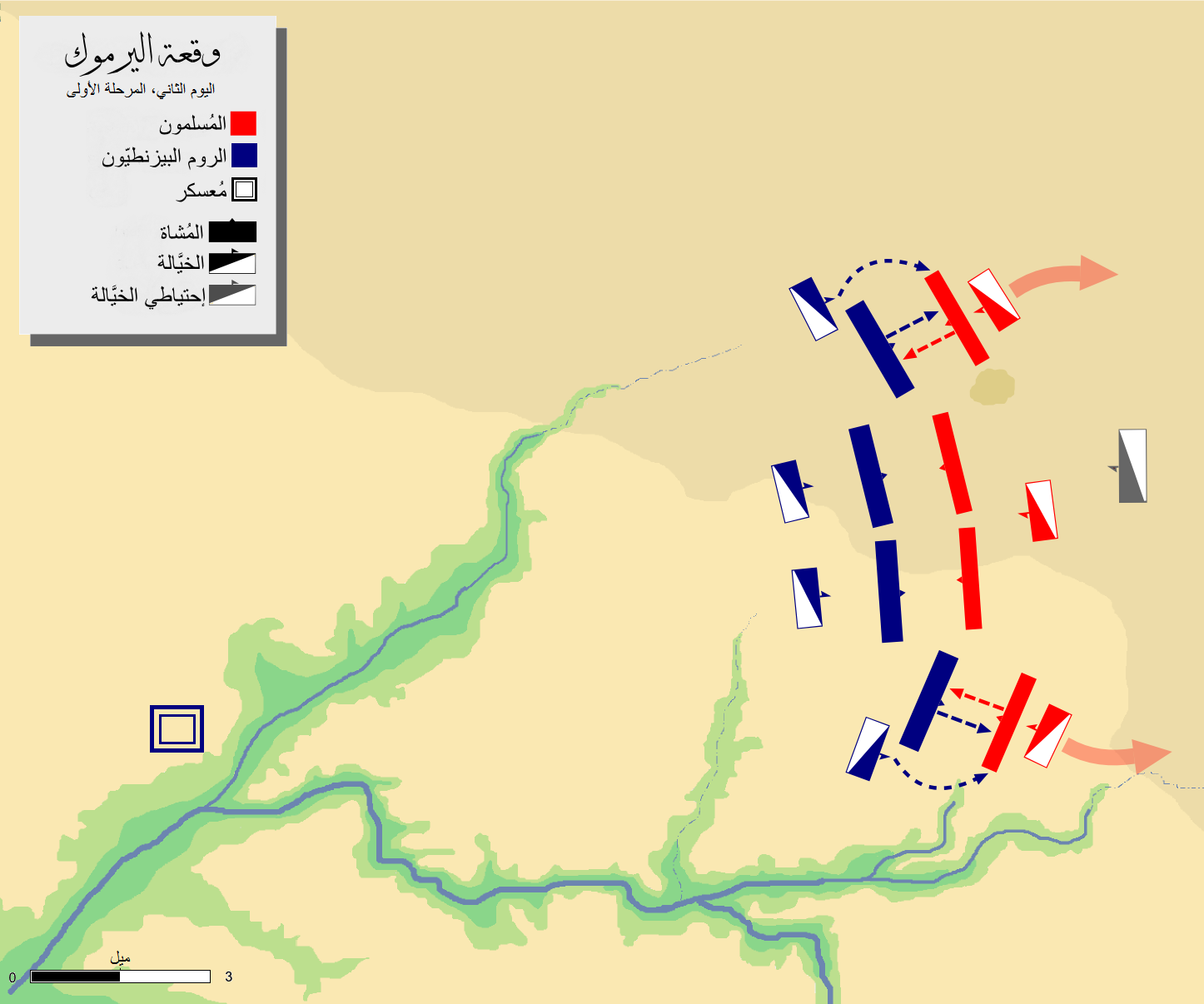
اليوم الثاني، المرحلة الأولى.

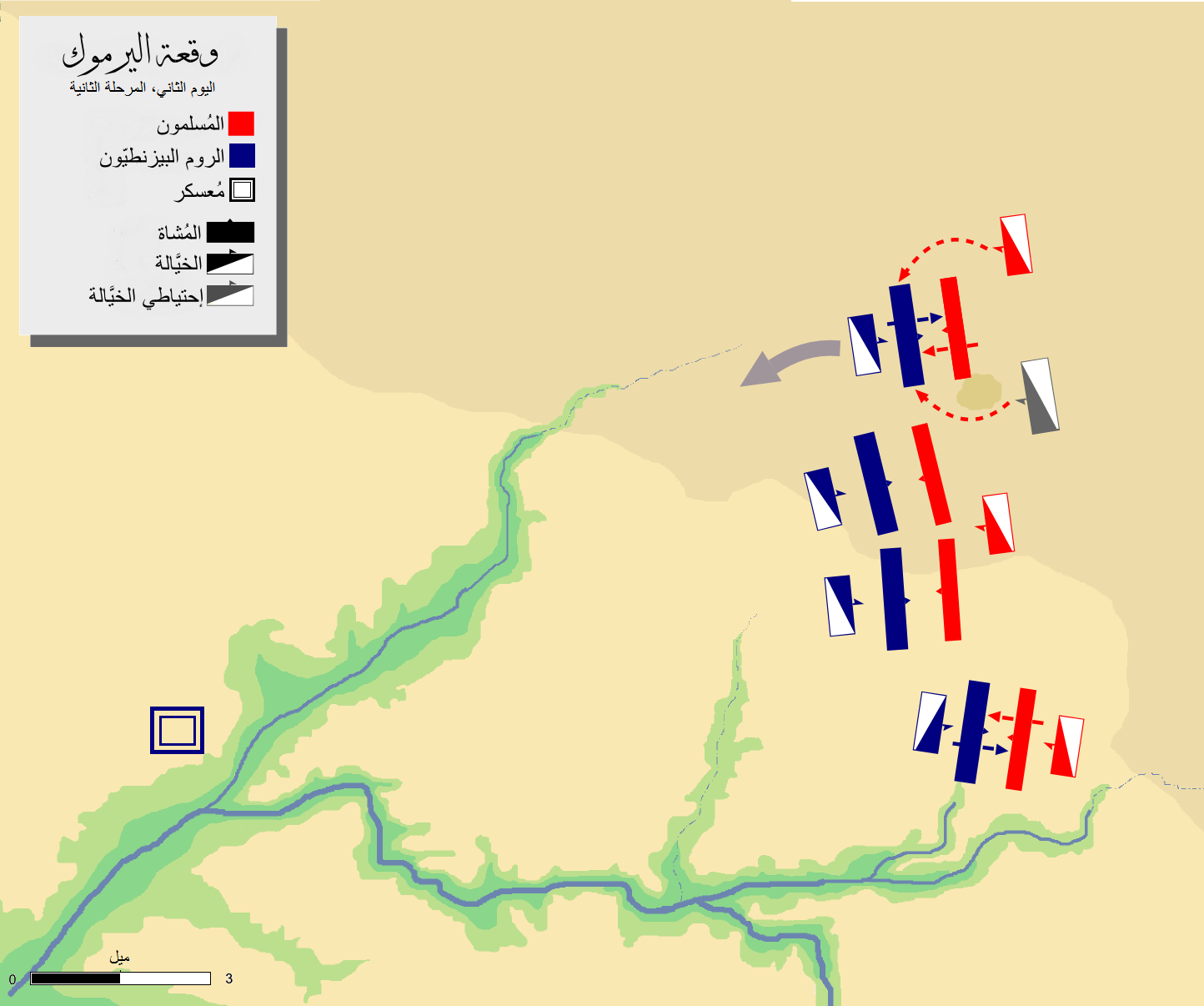
اليوم الثاني، المرحلة الثانية.

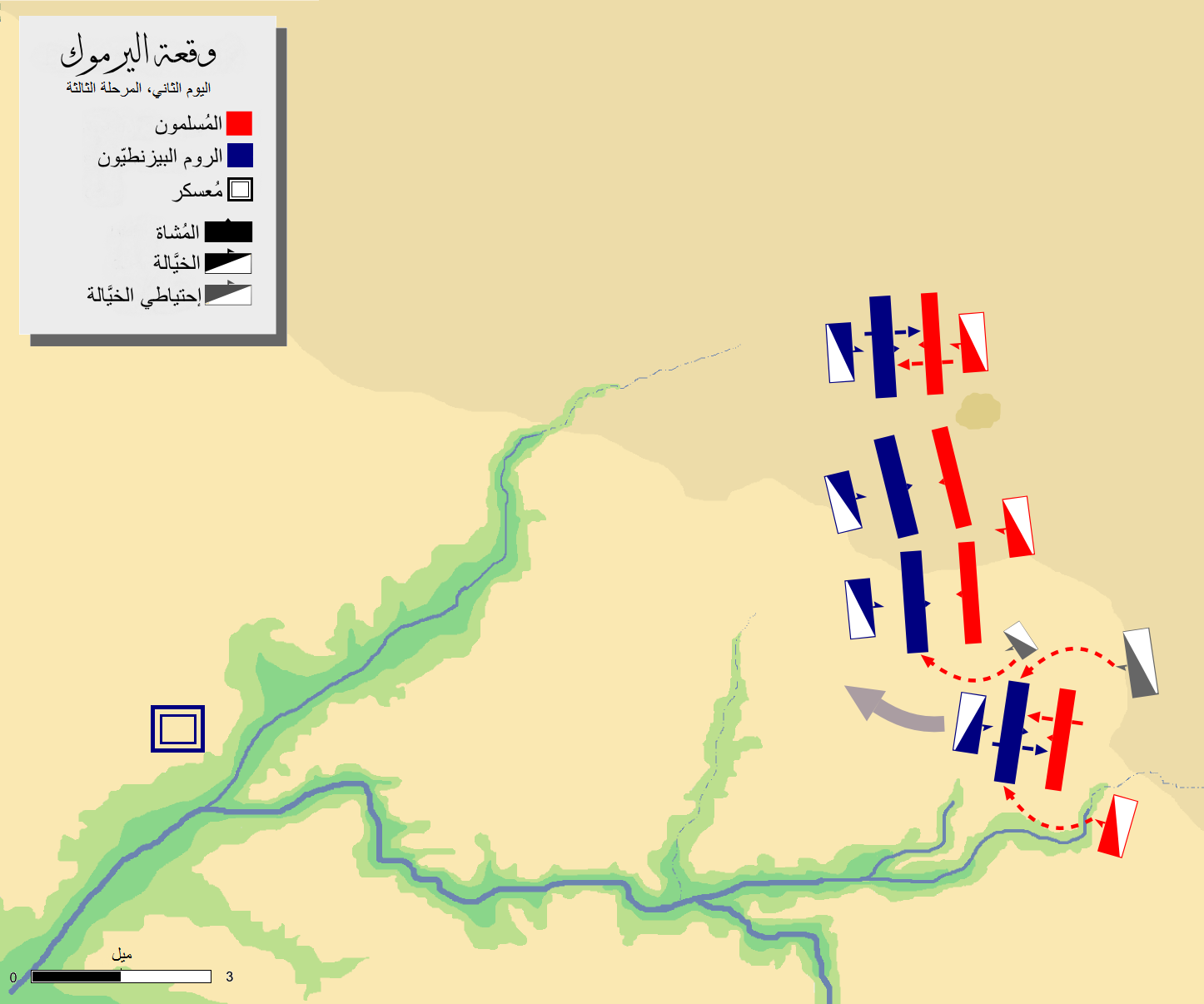
اليوم الثاني، المرحلة الثالثة.

قرر ماهان شن الهجوم المباغت عند الفجر، عندما يكون جيش المسلمين غير مستعد ولكن خالد بن الوليد كان قد وضع نقاطا دفاعية قوية متقدمة خلال الليل سراً مما افقد عنصر المفاجئة التي كان يخطط لها البيزنطيون، ودارت المعركة وتراجع كل من جانبي الجيش المسلم، الميمنة والميسرة، حيث تدخل خالد بفرقته السريعة التنقل مرة في الميمنة ليوقف تقدم الروم، وبعدها في الميسرة، قسم خالد هنا وحدته المتنقلة السريعة ليرسل قسما منها بقيادة ضرار بن الأزور إلى قلب جيش الروم من الجهة اليمنى له، حيث تمكن ضرار في هذا الهجوم من قتل القائد البيزنطي دريجان رغم أن ألفين من الفرسان الروم البيزنطيين كانوا بحراسته. وترك مقتل دريجان وفشل خطة ماهان الأثر المدمر على نفسية المقاتلين الروم بينما كان لنجاح خالد بصد الهجوم الأثر الأقوى لتعزيز معنويات الجنود المسلمين.

### اليوم الثالث

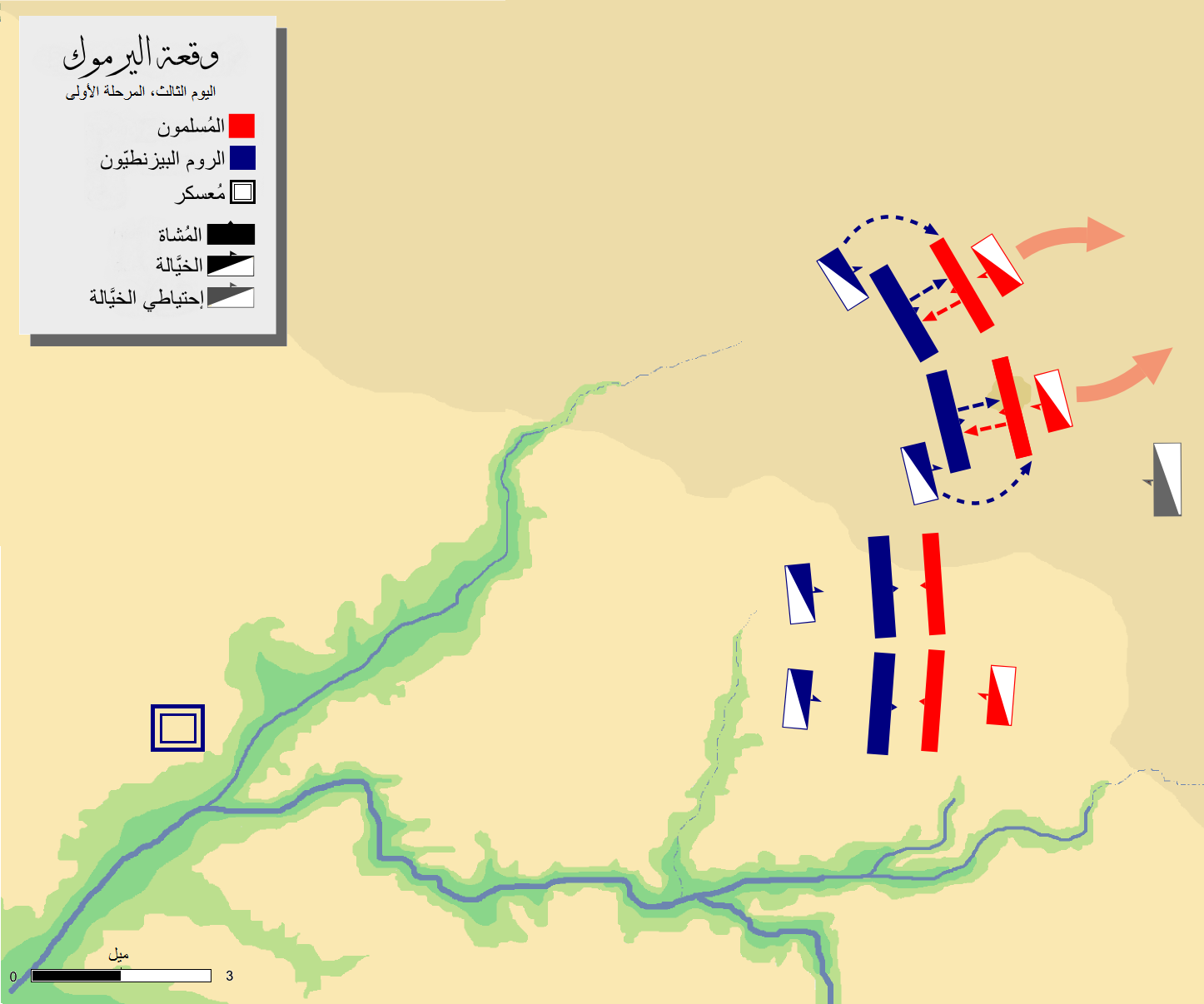
اليوم الثالث، المرحلة الأولى.

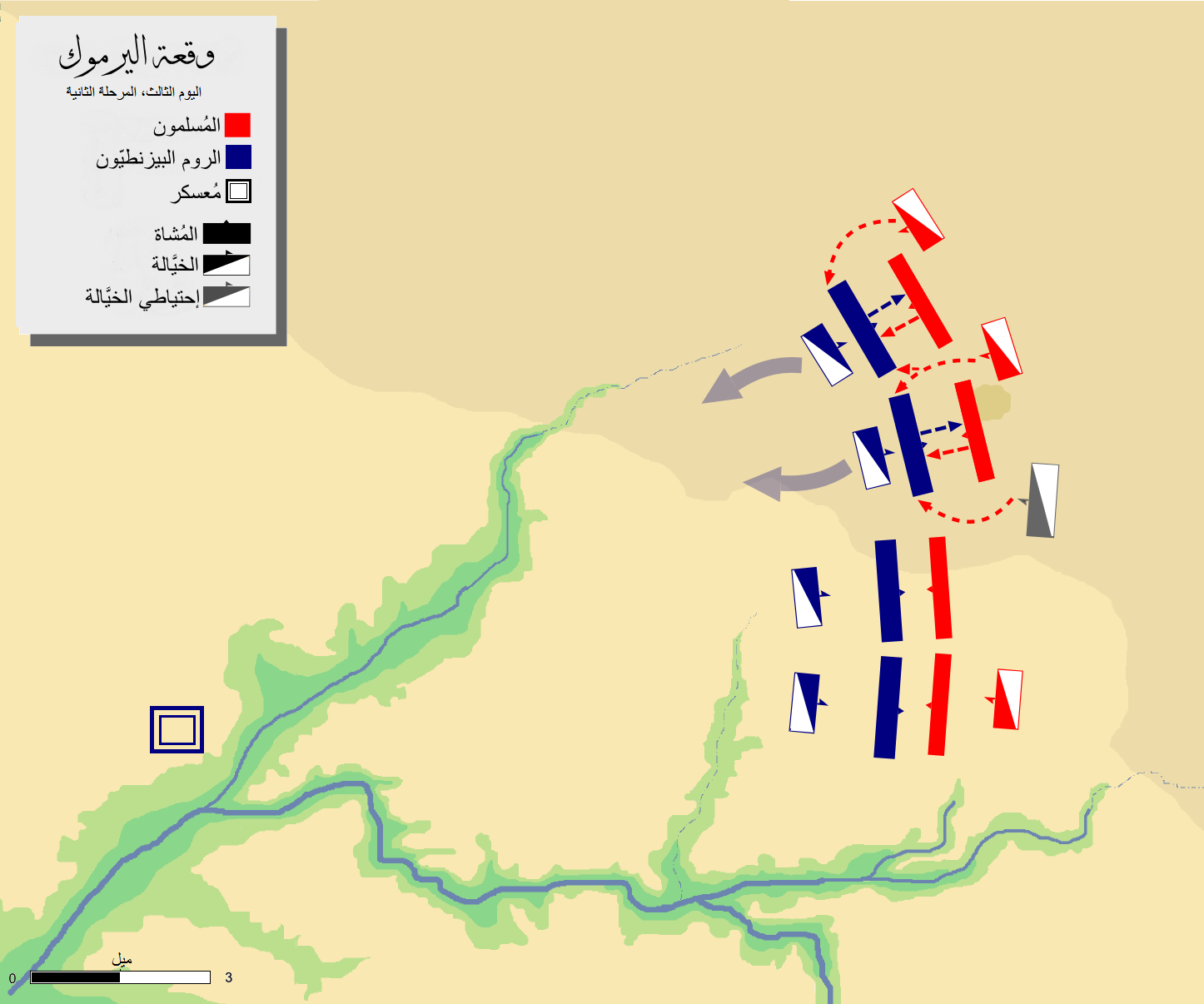
اليوم الثالث، المرحلة الثانية.

بعد أحداث اليوم السابق ومقتل دريجان أحد كبار قادة الروم، تركز في هذا اليوم هجوم الروم على نقطة محددة لفصل الجيش الإسلامي، وهي النقطة بين الميمنة التي كانت تحت قيادة عمرو بن العاص يقابله «قناطر» قائد السلاف، وقلب الجيش الإسلامي من الجانب الأيمن تحت قيادة شرحبيل يقابله ماهان، وبدأ الهجوم على لواء عمرو بن العاص الذي استطاع في البداية الصمود قبل أن يلعب التفوق العددي للروم دوره ليتراجع جنود عمرو بن العاص إلى الوراء باتجاه معسكرهم، كما بدأ جنود شرحبيل في اللواء المجاور بالتراجع. وتدخلت سرايا الخيالة المسلمين لصد الهجوم بالالتفاف عن يسار الروم، أي من الطرف الشمالي لكل لواء، وبعدها تدخل خالد مجدداً بمجموعته سريعة التنقل ليهاجم جند ماهان المتقدمين ضد لواء شرحبيل. وتم صد الهجوم وتراجع الروم إلى أماكنهم الأصلية كما كانت قبل بداية المعركة. وجاء المساء لينتهي هذا اليوم.

### اليوم الرابع

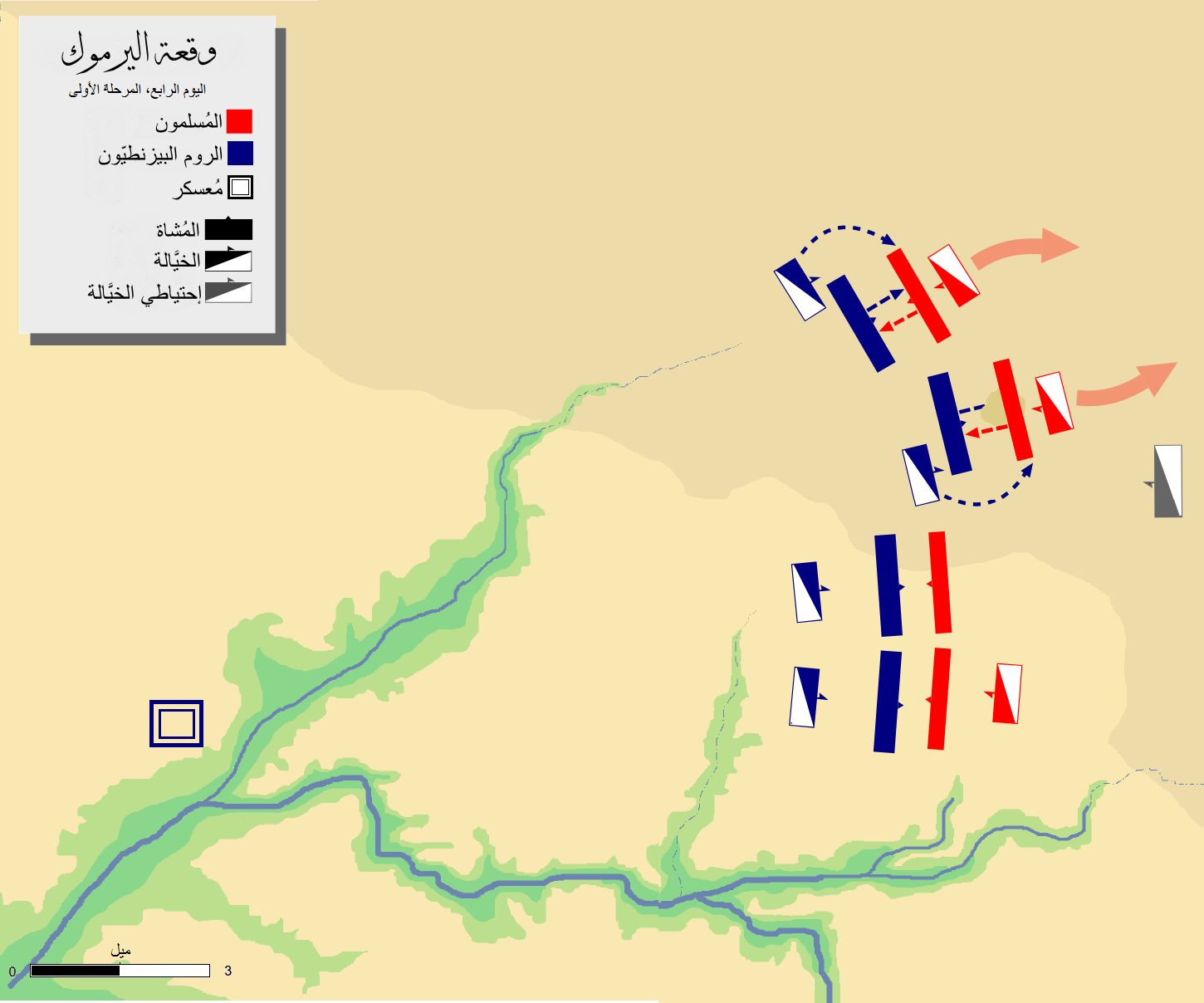
اليوم الرابع، المرحلة الأولى.

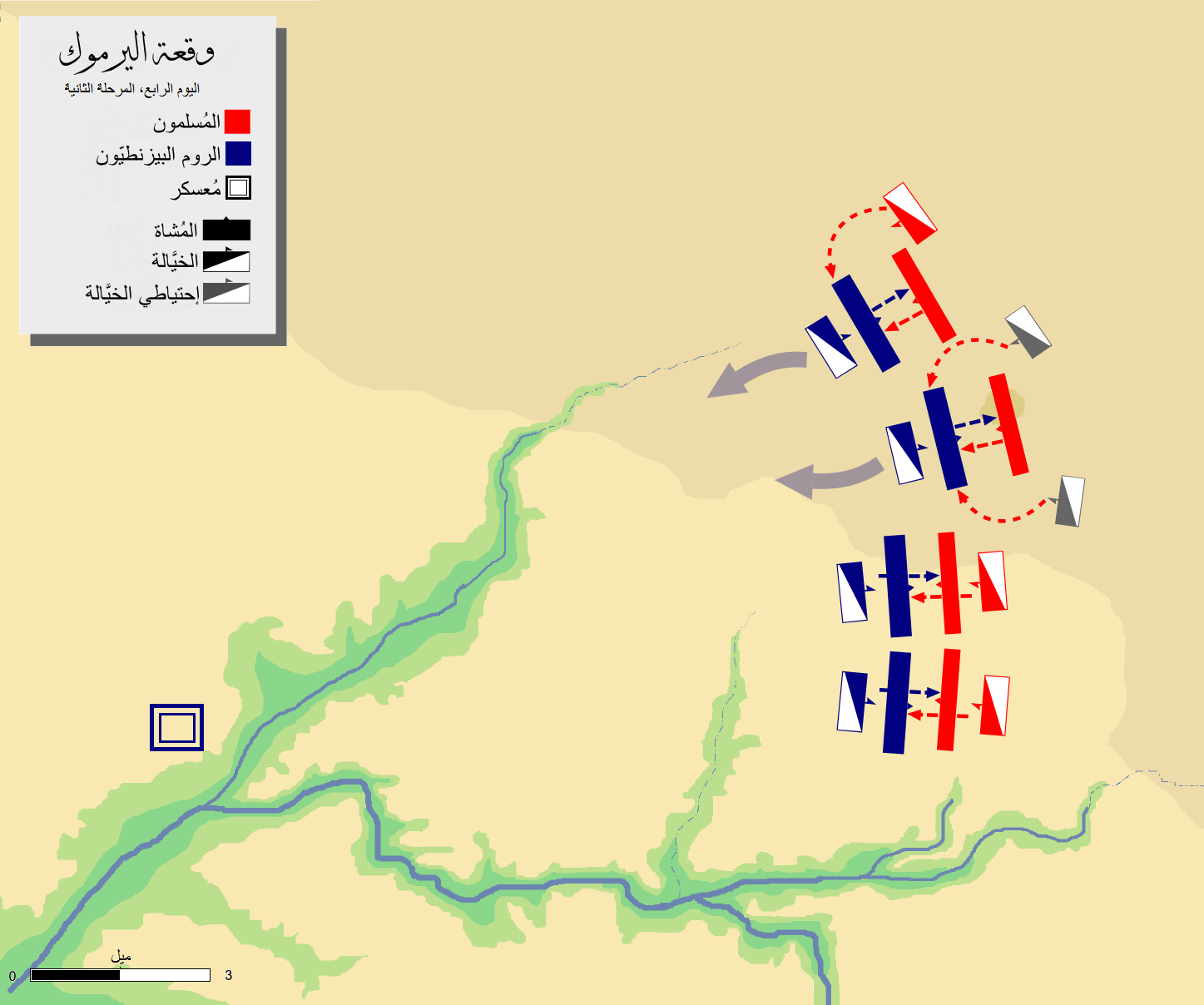
اليوم الرابع، المرحلة الثانية.

تم صد هجوم مماثل على الجهة نفسها، بسبب إنهاكها في اليوم السابق، كما فكر وخطط ماهان، فقد تراجع شرحبيل أمام جيش الأرمن المدعم بشكل قوي من الخيالة العرب المسيحيين بقيادة جبلة، كما تراجع عمرو بن العاص أمام جيش «قناطر» السلافي. وتعرض شرحبيل للضغط الشديد وبدأت علامات الإنهاك على جنده.
وقبل أن يتدخل خالد بفرقته السريعة التنقل ليشارك برد الزحف الرومي أمر أبا عبيدة بن الجراح ويزيد ببدء الهجوم على الجيش لإشغاله في القطاعين المقابلين لهما القسم الأيمن من القلب والميمنة الرومية وعدم تمكينهم من القيام بالهجوم الشامل. وتمكن خالد بن الوليد من القيام بمناورات ذكية أدت إلى تراجع الأرمن، ودام ذلك طوال بعد الظهر، وبعد فقدان الدعم الأرمني تراجع كذلك السلاف بقيادة «قناطر» ليعود الجميع إلى أماكنهم.
على الجانب الآخر استعر قتال الروم مع جيشي أبي عبيدة بن الجراح ويزيد وتعرض الجند المسلمين إلى رمي عنيف بالنبال أدى إلى فقدان الكثير لبصرهم نتيجة إصاباتهم في عيونهم، منهم: أبو سفيان والمغيرة بن شعبة وهاشم بن عتبة بن أبي وقاص والأشعث بن قيس وعمرو بن معديكرب وقيس بن مكشوح والأشتر النخعي، وسمي ذلك اليوم بيوم خسارة العيون، وتراجع الجيشان المسلمان، جيش عبيدة وجيش يزيد إلى الخلف.
ولاحت علائم الهزيمة ولكن عكرمة بن أبي جهل نادي مجاهدين للقسم على النصر أو الشهادة، فلبى نداءه 400 من المقاتلين المجاهدين وقاتلوا محاولين وقف الروم، وأوقفوا زحف الروم بعد مقتلهم جميعاً، ولكنهم قتلوا عدداً أكبر بكثير من 400 مقاتل بيزنطي، وأصيب عكرمة وابنه عمرو إصابة مميتة في هذه الوقعة، وعرف عكرمة بنجاح المسلمين بصد الهجوم وحمد الله قبل أن يموت متأثراً بجراحه، ليحل الظلام وينتهي ذلك اليوم.

### اليوم الخامس

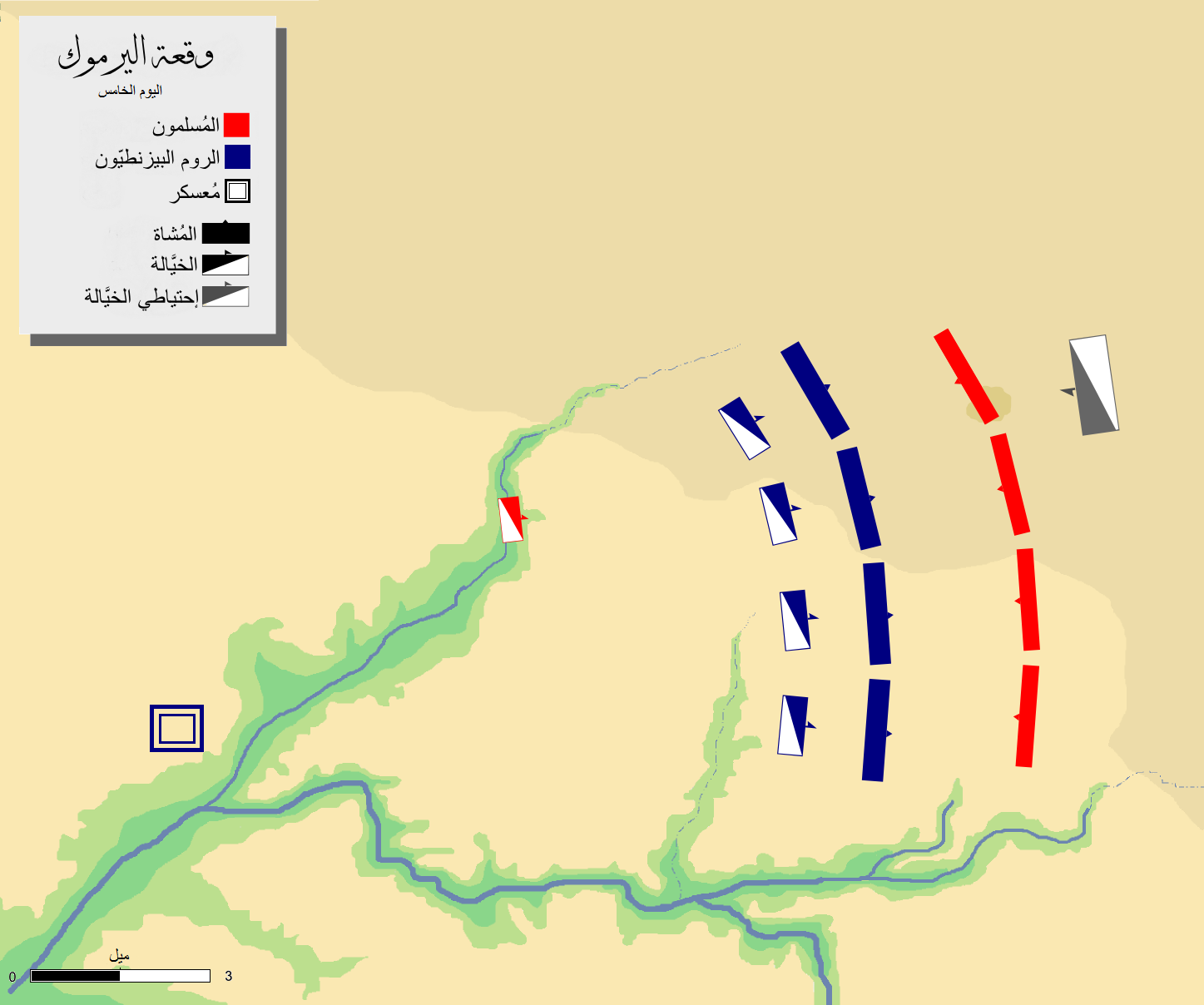
اليوم الخامس.

في هذا اليوم رفض خالد عرضا لـ «ماهان» بوقف القتال بضعة أيام، وعرف خالد بن الوليد أن عزيمة الروم على القتال لم تعد كالسابق وكان المسلمون حتى الآن قد اتخذوا استراتيجية دفاعية في الأعمال القتالية، فقرر الآن القائد خالد بن الوليد التحول إلى الهجوم، وأجرى تغييرات على كشافة فرق الخيالة إلى سرية قتالية موحدة، وجعل وحدته السريعة في قلبها، وخطط خالد باستخدام هذه السرية الجديدة لمهاجمة الفرسان الروم بغرض عزلهم عن المشاة الروم، بحيث يصبح المشاة الذين يشكلون نواة الجيوش البيزنطية دون أي حماية من الفرسان تقييهم من الهجمات الجانبية والخلفية، وفي نفس الوقت خطط لشن هجومٍ على الميسرة البيزنطية لردها باتجاه الجرف إلى الغرب.

### اليوم السادس

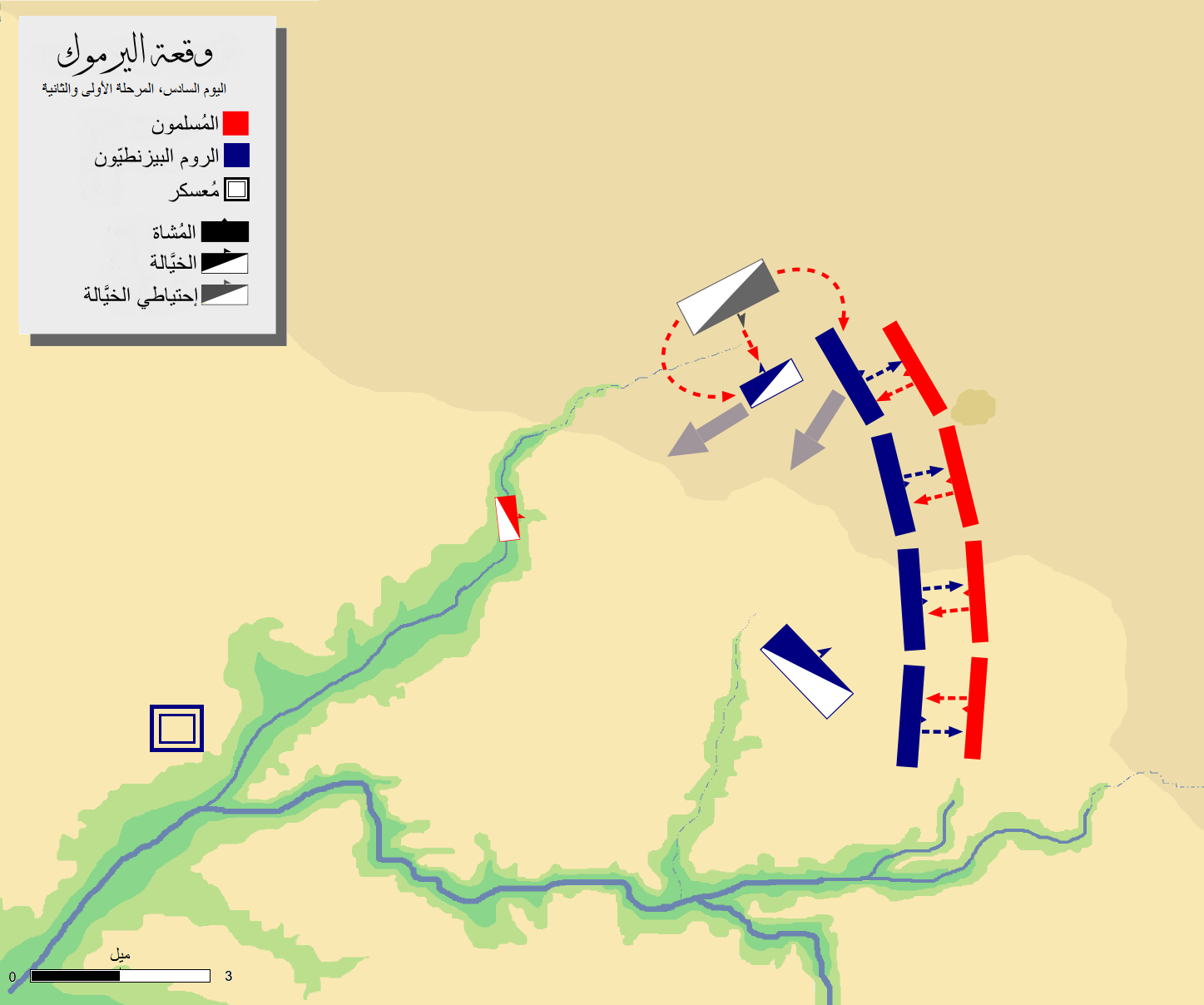
اليوم السادس، المرحلة الأولى والثانية.

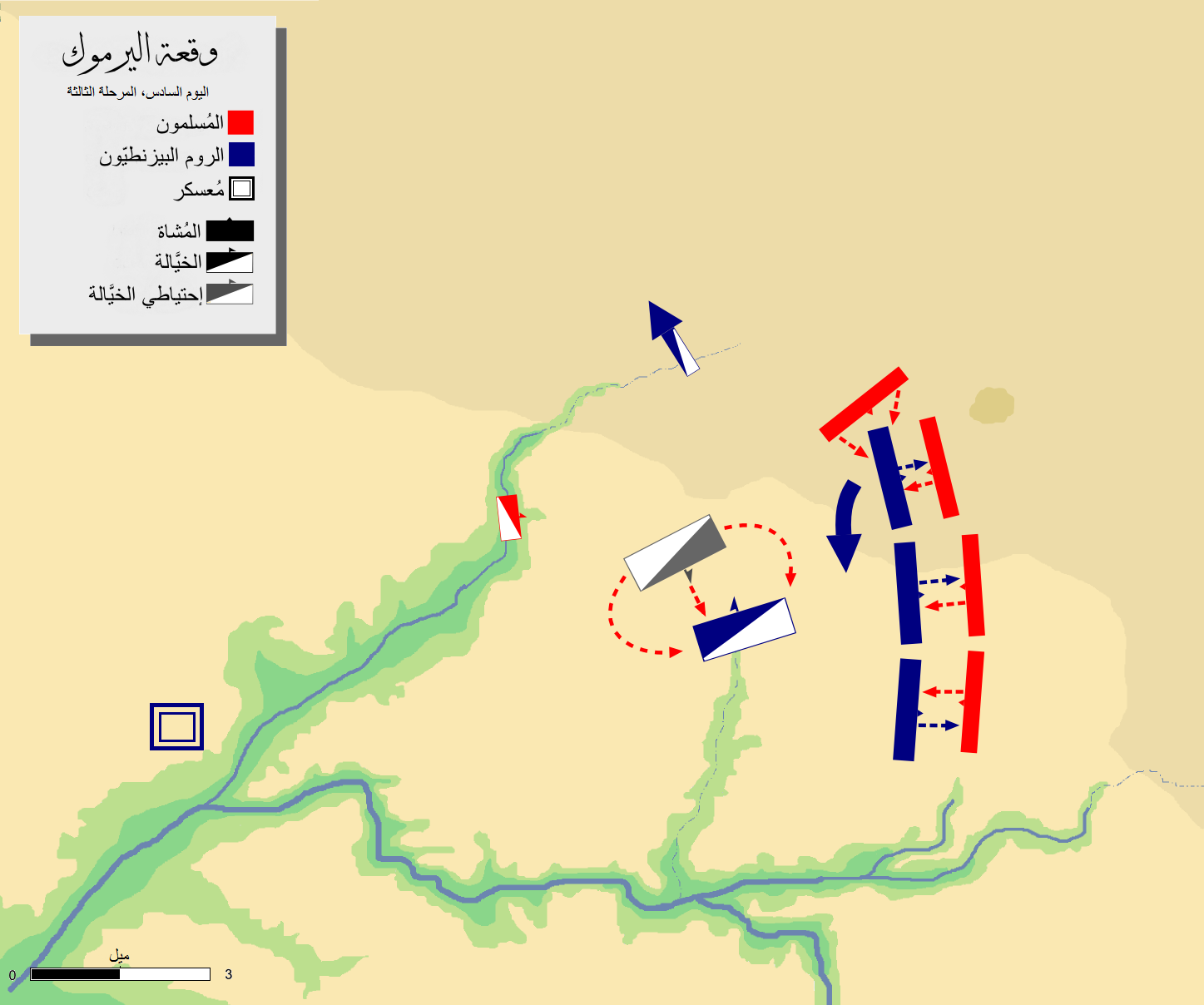
اليوم السادس، المرحلة الثالثة.

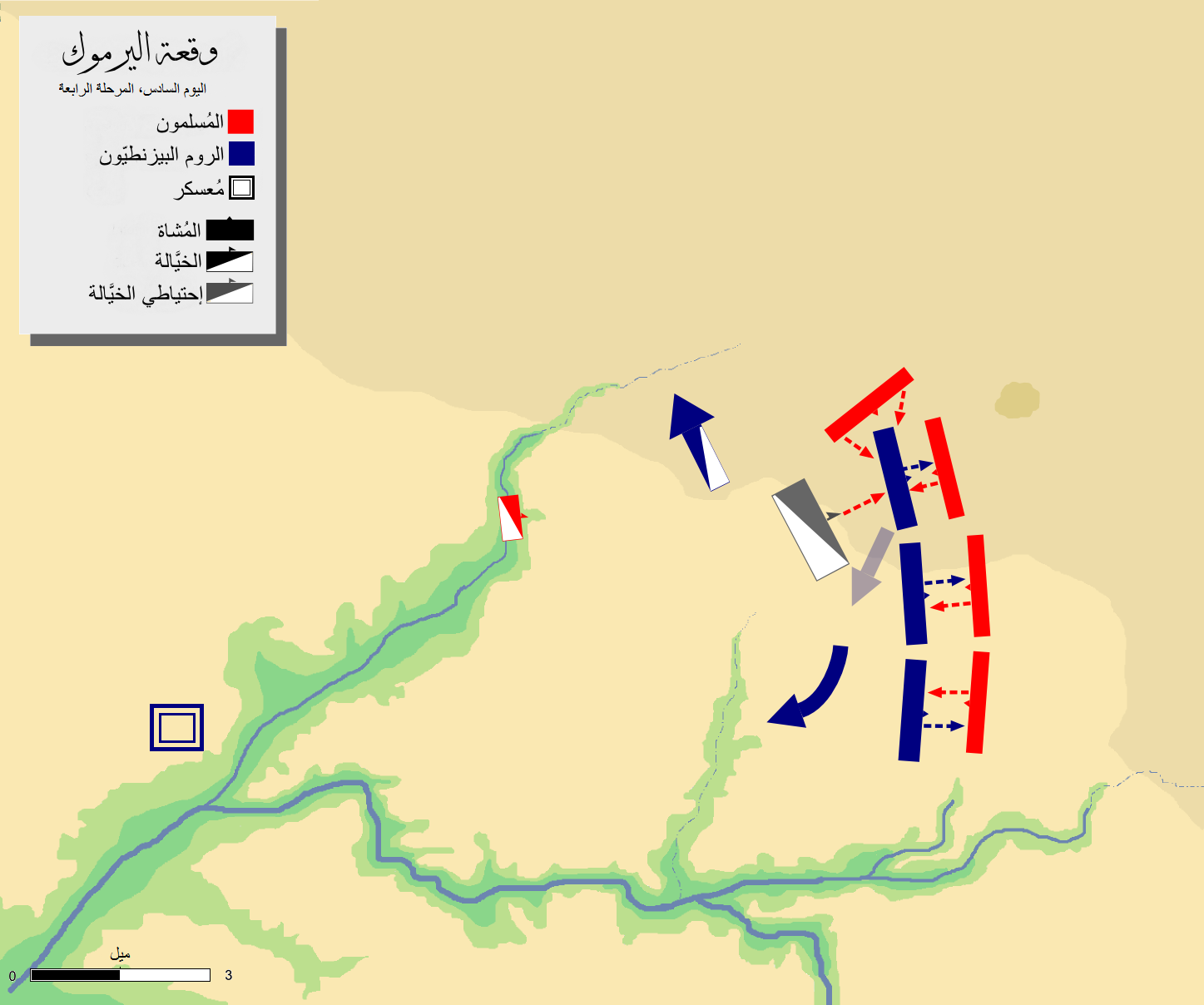
اليوم السادس، المرحلة الرابعة.

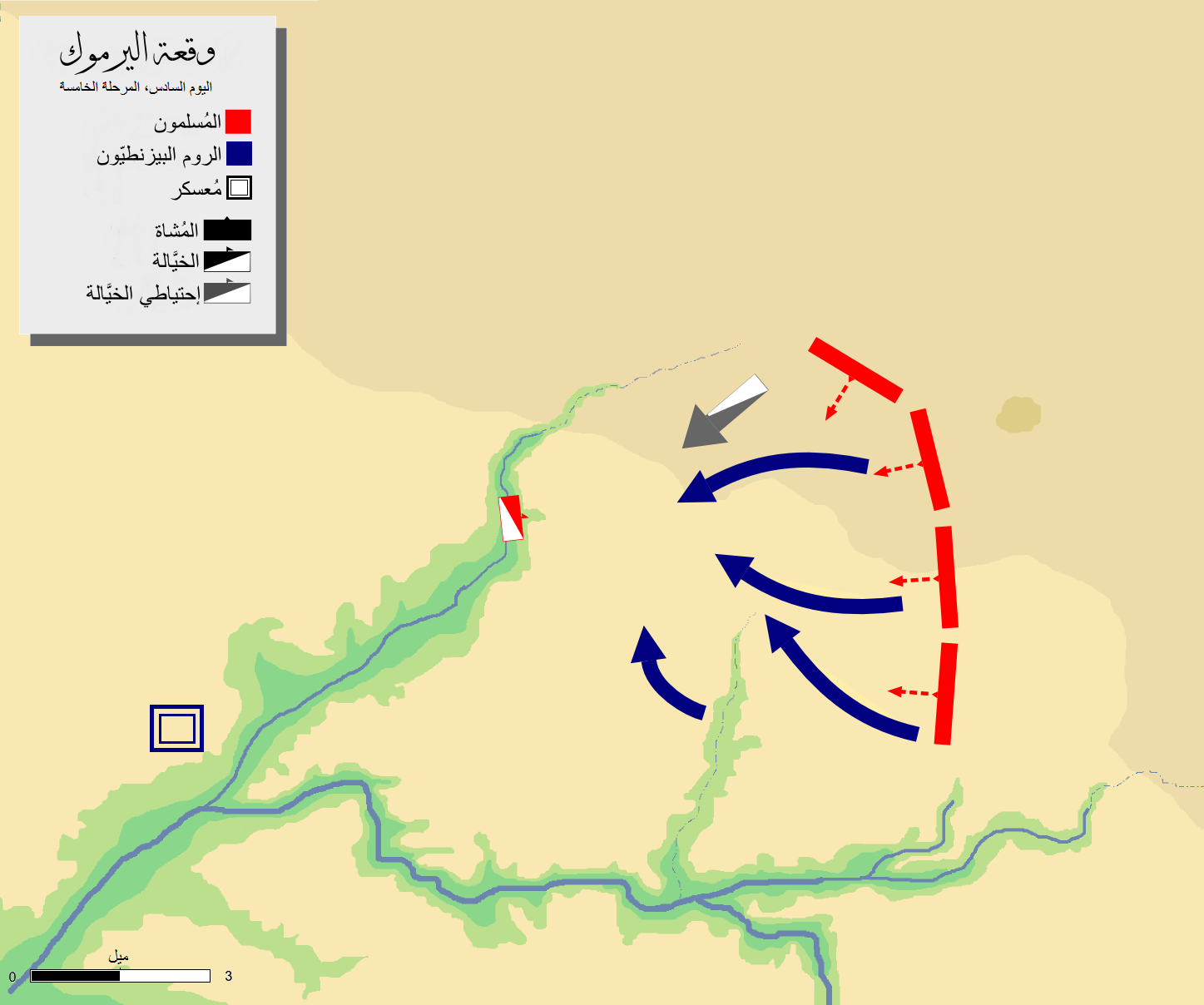
اليوم السادس، المرحلة الخامسة.

بينما بدأت ميسرة جيش المسلمين بقيادة يزيد بن أبي سفيان والقسم الأيسر من القلب بقيادة أبي عبيدة بن الجراح بالقتال على جبهتيهما هاجم خالد بسرية الخيالة الموحدة الميمنة البيزنطية، وفي الوقت نفسه شطر قِسماً من مجموعة الخيالة لمهاجمة الطرف الأيسر من الميسرة البيزنطية (كما في الصورة)، بينما قام عمرو بن العاص، قائد الميمنة، في الوقت نفسه بشن الهجوم على الميسرة الرومية البيزنطية ذات الأكثرية السلافية التي كانت بقيادة قناطر.
وقد صمدت الميسرة البيزنطية بقيادة قناطر أمام الهجومين من الأمام ومن اليسار، ولكن بفقدان الدعم من فرق الخيالة البيزنطيين، الذين انشغلوا بصد هجوم الفرسان المسلمين، تراجعت قوات قناطر باتجاه القسم الأيسر من قلب الجيش الرومي حيث يقاتل الأرمن بقيادة ماهان.
بعد رؤية هذا التحول استغل عمرو بن العاص قائد الميمنة الإسلامية تلك اللحظات ليشن هجوماً على الجانب الأيسر من قلب جيش الروم من جهته اليسرى، فوقع القسم الأيسر من قلب الجيش البيزنطي باختلال في التوازن بسبب ضغط أعداد الجنود السلاف المتراجعين. وفي الوقت نفسه شدد شرحبيل بن حسنة قائد القسم الأيمن من قلب الجيش الإسلامي من هجومه على القلب البيزنطي من الأمام.
الآن تقهقر الجناح الأيسر للجيش البيزنطي وراح المسلمون يستغلون ذلك ويتابعون تقدمهم، هنا، أوعز خالد للفرسان بترك القتال الرئيسي الدائر والعودة إلى الوحدة الرئيسية لعزل الخيالة البيزنطيين عن مشاتهم وإبعادهم عن الجيش البيزنطي بشكل كامل باتجاه الشمال. عندما رأى ماهان ذلك دعى كافة الخيالة الروم للتجمع خلف قلب الجيش البيزنطي لتنظيم هجوم معاكس ضد الخيالة المسلمين، ولكن ماهان لم يكن سريعاً بالشكل الكافي فقد تقدم خالد سريعاً لمهاجمة الخيالة أثناء تجمعهم وذلك من الجهتين الأمامية والجانبية بينما كانوا في مناورات التحضير للهجوم المعاكس، وكان الفرسان المسلمين المسلحين بشكل خفيف مؤهلين أكثر بل متفوقين من حيث سرعة التحرك والمناورة، حيث كانوا يستطيعون الهجوم والتراجع بسرعة والعودة للهجوم مرة أخرى، وسارع الخيالة البيزنطيين إلى الهرب باتجاه الشمال في وسط من الفوضى والعشوائية تاركين المشاة لمصيرهم، وكان بينهم كذلك قوات جبلة الراكبة، حيث تشتت باتجاه دمشق.
بعد تشتت فرق الخيالة البيزنطيين، تحول خالد إلى نواة جيش الروم البيزنطيين، الأرمن بقيادة ماهان، لمهاجمتهم من الخلف. وكان الأرمن من المقاتلين الأشداء الذين كانوا على وشك النصر على المسلمين قبل يومين عندما قاموا باختراق جيش المسلمين، ولكن تحت هجمات من إتجاهات ثلاثة في آنٍ واحد، فرقة الخيالة بقيادة خالد من جهة الخلف، وجنود عمرو من اليسار وجنود شرحبيل من الأمام وبدون دعمٍ من الفرسان الروم، إضافة إلى الاختلال الذي أحدثته في صفوفهم جنود السلاف بقيادة قناطر المتراجعة، لم يكن للأرمن أي فرصة بالصمود فهزموا.
بعد هزيمة الأرمن هُزمت الآن كافة الجيوش البيزنطية، فتشتت البعض بشكل عشوائي مرعوبين، والبعض تراجع بانتظام باتجاه الغرب نحو وادي الرقاد.
ولكن عندما وصلت قوات البيزنطيين إلى المعبر الضيق على النهر كانت مجموعة من فرسان المسلمين بقيادة ضرار بن الأزور بانتظارهم. كجزء من خطة خالد الذي كان قد أرسل في الليلة السابقة سرية من الخيالة ً تقدر بـ 500 رجل لسد المعبر الضيق الذي يبلغ عرضه 500 متر فقط. في الحقيقة فقد كان هذا الطريق هو الذي كان يرغب خالد بن الوليد للروم أن يسلكوه في تراجعهم في حال نجحت خطته.
والآن يتقدم جنود المشاة المسلمون من الشرق وفرسان خالد بن الوليد من جهة الشمال ليصلوا إلى الوحدة الخيالة المسلمين التي تراقب المعبر الضيق من جهته الغربية. وإلى الجنوب كان هناك الجرف العميق التابع لنهر اليرموك والتي تراجعت إليه القوات البيزنطية وبدأ الانحصار.
وبدأت المرحلة النهائية من المعركة عندما اندحر القسم الأكبر من القوات البيزنطية باتجاه الجرف تحت تأثير القتال من جهة الأمام، بينما كانوا يتراجعون باتجاه المركز نتيجة الهجوم من الجانب، حيث نجم عن ذلك اختلال التوازن في الجيش.
عند ذلك فقد الجيش البيزنطي المتحالف كل المعلومات والارتباطات، ووصل إلى النقطة التي يتجنبها كل القادة العسكريين، وهي عندما تصبح وحداتهم عبارة عن حطام أو ركام مُسلح، فقد انحصر الجيش البيزنطي بشكل لم يعد يستطيع فيه الجنود استخدام سلاحهم بشكل طبيعي، ولذلك فقد هزموا بسرعة محاولين إيجاد طريق للهرب عبر الجرف وبدون نجاح، فبعضهم هوى في الجرف، بينما سقط الآخرون قتلى أو أسروا لتنتهي بذلك معركة اليرموك.
لم يتواجد خالد بن الوليد مساء اليوم السادس بعد إحراز النصر وانتهاء المعركة في معسكر المسلمين، بل شوهد مساء اليوم التالي في المعسكر، فقد تابع خالد بن الوليد وفريقه فلول ماهان المتجهة إلى دمشق واشتبك معهم ليقتل ماهان على يد أحد المقاتلين المسلمين، فقد قطع رأسه وصرخ والله قد قتلت ماهان. وكانت العادة السائدة آنذاك أن المعركة تنتهي بهرب الجيش المنكسر، ولذلك فكان آخر ما توقعه ماهان وجنوده المنهزمون هو متابعة خالد لهم.

## عاقبة المعركة
تحرك خالد بن الوليد شمالاً حالما انتهت العملية ملاحقاً الجنود البيزنطيين المنسحبين؛ حيث لاقاهم قرب دمشق وقام بمهاجمتهم. وهنالك قُتل القائد العام للجيش الامبراطوري ماهان والذي كان قد هرب من المصير المحتوم الذي لاقاه بقيه جنوده أثناء المعركة. وفتح بعدها خالد بن الوليد مدينة دمشق ويقال أن سكانها رحبوا به.
وعندما وصلت أخبار الهزيمة المأساوية إلى هرقل في مدينة أنطاكية، أصبح محطماً غائظا والقي باللوم على السيئ من أفعاله كزواج ابنة أخته مارتينا الذي اجبرها عليه سبباً لخسارته.
ولو امتلك هرقل الموارد اللازمة ربما لقام بمحاولة أخرى لاستعادة فتح المحافظات التي خسرها. ولكنه لم يعد بعد يملك الرجال ولا المال الكافي ليدافع عن مناطقه. وبدلاً عن ذلك قام بالانسحاب إلى كاتدرائية أنطاكية طالباً الشفاعة. وقام باستدعاء مستشاريه في الكاتدرائية للتمعن في أسباب الهزيمة، حيث اُعلم بالإجماع بأن الخسارة هي قرار من الرب ونتيجة لذنوب الشعب، وهو من ضمنهم، وقد قبل بهذا التفسير.
وبعدها نُقل هرقل على متن سفينة إلى القسطنطينية ليلاً، وقيل بأنه ألقى توديعةً أخيرةً إلى الشام عندما أبحرت سفينته، حيث قال:
«الوداع، وداعاً أخيراً يا سوريا، يا محافظتي الجميلة، أنت درة العدو الكافر الآن، فالتنعمي بالسلام يا سوريا، أي ارضٍ جميلة ستكونين لهم»
هجر هرقل سوريا آخذاً معه الأثر المقدس - الصليب الحقيقي True Cross -، مع آثار أخرى من اجل الحفاظ عليها من الفاتحين المسلمين، والتي كانت محفوظة جميعها في مدينة القدس. حيث نقلها بارثيا Parthia القدس سراً عبر البحر. وقيل بأن الإمبراطور كان يخشى البحر، لذا بنوا له جسراً عائماً عبر بحر البسفور للوصول إلى القسطنطينية. وبعد أن تخلى عن الشام، بدء بتجميع ما تبقى له من قوات من اجل الدفاع عن الاناضول ومصر بدلاً عنها.
ولم يبذل المسلمون جهوداً تذكر لفتح الاناضول، إلا أنها ظلت تخضع لغارات سنوية، مما أدى إلى تدمير النشاطات الاقتصادية الاجتماعية لمنطقة شرق الاناضول. وسقطت أرمينية البيزنطية على يد المسلمين سنة 638-39 والتي قام بعدها هرقل ببناء منطقة صدّ في وسط الاناضول بعد أن أمر بأجلاء جميع الحصون الواقعة شرق مدينة طرطوس. وأخيراً وفي سنة 639-642 قام المسلمون بغزو وفتح مصر البيزنطية، بقيادة عمرو بن العاص – قائد الجناح الأيمن لجيش المسلمين في معركة اليرموك.

### بعد المعركة
كانت معركة اليرموك من أعظم المعارك الإسلامية، وأبعدها أثرا في حركة الفتح الإسلامي، فقد لقي جيش الروم (أقوى جيوش العالم يومئذ) هزيمة قاسية، وفقد زهرة جنده، وقد أدرك هرقل الذي كان في حمص حجم الكارثة التي حلت به وبدولته، فغادر سوريا نهائيا وقلبه ينفطر حزنا، وقد ترتب على هذا النصر العظيم أن استقر المسلمون في بلاد الشام، واستكملوا فتح مدنه جميعا، ثم واصلوا مسيرة الفتح إلى الشمال الإفريقي.

## تقييم
يمكن النظر إلى معركة اليرموك كمثال في التاريخ العسكري عندما تستطيع قوة عسكرية صغيرة تحت قيادة حكيمة التغلب على قوة عسكرية تفوقها عدداً.
لقد سمح قادة الجيش الامبراطوري لعدوهم باختيار أرض المعركة التي يريدها. وحتى ذلك الحين لم يكن لديهم ضعف تكتيكي كبير. لقد عرف خالد بن الوليد منذ البداية بأنه أمام قوة كبيرة جداً وحتى اليوم الأخير من المعركة أدار خطة دفاعية فعالة ملائمة لمصادره المحدودة نسبياً. وعندما قرر الهجوم في اليوم الأخير من المعركة، فقد قام بذلك على درجة من التخيل وبعد النظر والشجاعة، الأمر الذي لم يتصوره أي من القادة البيزنطيين. وبالرغم من انه قاد قوة صغيرة عددياً وكان بأمس الحاجة إلى كل الرجال الذين يمكن جمعهم، كانت لديه الجرأة وبعد النظر لشطر فرقة من خيالته في الليلة التي سبقت هجومه لتأمين الطريق الحيوي لانسحاب عدوه.
كان خالد بن الوليد واحداً من أجود قادة الفرسان في التاريخ، حيث اظهر استخدامه للقوة الراكبة طوال المعركة مدى فهمه لإمكانيات وقوة جنود الفرسان. حيث قامت فرقة خيالته المتحركة بتحركات سريعة من نقطة إلى أخرى، محوّلةً دائماً مجرى الأحداث في المكان الذي تقدم عليه، وثم تعدوا بسرعة إلى مكان آخر من أرض المعركة لتغير بشكل فعال المسار الذي تذهب إليه المعركة.
لم يتعامل ماهان ولا قادته العسكريين أبداً بشكل فعال مع قوة الفرسان، حيث لم تلعب فرق خيالتهم أي دور مهم في المعركة بل حُفظت كقوة احتياطية ساكنة معظم أيام المعركة. ولم يدفع البيزنطيين أبداً بهجوم حاسم حتى عندما حققوا ما كان ممكن ان يكون اختراقاً حاسماً في اليوم الرابع، ففشلوا في استغلاله. فقد ظهر جلياً افتقاد جميع القادة البيزنطيين القدرة على إيجاد الحلول، ويعود السبب إلى الخلافات الداخلية فيما بينهم والتي أوجدت صعوبات في القدرة على قيادة الجيش. وأكثر من ذلك، فإن كثيراً من جنود القوات العربية المسيحية المساندة في الجيش البيزنطي كانوا قد جُندوا كعملٍ بديلٍ عن دفع الضرائب، بينما كان الجيش العربي الإسلامي مكوناً في الجزء الأكبر منه من مقاتلين متمرسين.
لقد احتاجت الاستراتيجية الأصلية لهرقل للقضاء على جنود المسلمين في الشام السرعة في التنفيذ وفي نشر الجنود، لكن لم يلتزم القادة على الأرض ابداً بهذه المقومات. ومن المثير للسخرية أن خالداً قاتل بقوة تكتيكية صغيرة الحجم وهي خطة هرقل التي لم تنفذ، وذلك من اجل الحصول على سرعة في نشر الجنود وسرعة في المناورة.
لقد استطاع خالد جمع قوة كافية مؤقتاً في أماكن محددة على أرض المعركة من اجل هزم الجيش البيزنطي كل جزء على حدة. بينما لم يتمكن ماهان ابداً من الاستفادة من تفوقه العددي، ويعود ذلك إلى حد ما إلى التضاريس الغير ملائمة والتي منعت الميزان الكبير في نشر الجنود. على اية حال، فإن ماهان لم يحاول في أي مرحلة من المعركة جمع قوة كبيرة لأجل تحقيق اختراق حاسم في صفوف الجيش المسلم. على الرغم من أنه كان في حالة الهجوم طوال الأيام الخمسة الأولى، بحيث أن خط جنوده بقي مستقر على نحو كبير. بينما حدث ذلك وفي مقارنة تامة في الخطة الناجحة جداً التي قام بها خالد في اليوم الأخير من المعركة. عندما أعاد تجميع عملياً كل خيالته وقادهم عبر مناورة عظيمة والتي أدت إلى الظفر بالنصر.
وقد وصف جورج نافزيكر George F. Nafziger في كتابه الإسلام في الحرب المعركة، قائلاً:
«بالرغم من أن معركة اليرموك لا تحظى بشهرة كبيرة اليوم، إلا أنها واحدةٌ من أكثر المعارك الحاسمة في تاريخ البشرية... ولو حققت قوات هرقل النصر، لكان العالم الحديث مختلفاً جداً وغير محدد المعالم»

## وصلات خارجية
- المعركة على موقع قصة الإسلام.
- موقع إسلام اون لاين.
- فيديو عن المعركة والاستراتيجية المُستعملة فيها.